# Lijst van afkortingen in het Nederlands
Dit is een lijst van afkortingen in het Nederlands.
Deze lijst bevat afkortingen die in het Nederlandse taalgebruik voorkomen, met inachtneming van de volgende punten:
- 'In het Nederlandse taalgebruik' hoeft niet te betekenen dat de afkorting naar een Nederlandstalig begrip verwijst. Daarom zijn ook afkortingen als 'SOS' en 's.v.p.' opgenomen.
- Het begrip 'afkorting' wordt in ruime zin gebruikt en omvat in deze lijst:
  - afkortingen in engere zin: bij lezing wordt het oorspronkelijke woord voluit uitgesproken ('blz.', 'm.a.w.')
  - symbolen, dat wil zeggen wetenschappelijke notaties en andere genormeerde korte schrijfwijzen ('V', 'g', 'EUR')
  - initiaalwoorden, waarbij de letters apart worden uitgesproken ('pc')
  - letterwoorden of acroniemen, waarbij de letters als woord worden uitgesproken ('pin', 'Riagg')
  - lettergreepwoorden of verkortingen, opgebouwd uit oorspronkelijke lettergrepen of delen daarvan ('horeca', 'info').
- Het teken † staat bij instellingen die niet meer of niet meer als zodanig bestaan.

## A
| Afkorting         | Betekenis(sen) |
| ----------------- | --- |
| a                 | are |
| A                 | ampère |
| AA                | Anonieme Alcoholisten; American Airlines |
| aab               | algemeen aanduidingenbesluit |
| AAC               | Amsterdams Archeologisch Centrum; Amsterdamse Atletiek Combinatie                                                                              |
| aaf               | algemeen arbeidsongeschiktheidsfonds |
| aanw.vnw.         | aanwijzend voornaamwoord |
| AAO               | Aanvullende Academische Opleiding |
| A.A.S.R.          | Algemene Amsterdamse Studenten Roeivereniging; Aloude en Aangenomen Schotse Ritus                                                              |
| aav               | algemene administratievoorschriften |
| AAW               | Algemene Arbeidsongeschiktheidswet |
| a/b               | aan boord (aan boord van het schip) |
| AB                | Algemeen Beschaafd; Algemeen Bestuur; Anheuser-Busch                                                                                           |
| ABC               | Atomaire Biologische Chemische wapens |
| ABC-eilanden      | Aruba, Bonaire, Curaçao |
| abd               | algemene bestuursdienst |
| ABH               | Agentschap Buitenlandse Handel |
| ABK               | Akademie Beeldende Kunsten |
| ABM               | Algemene Bepalingen Milieuhygiëne |
| ABN               | Algemeen Beschaafd Nederlands; Algemene Bank Nederland; Acta Botanica Neerlandica                                                              |
| ABO               | Amsterdam Baroque Orchestra |
| ABP               | Algemeen Burgerlijk Pensioenfonds |
| abs               | antiblokkeersysteem; aandelenbezit streekvervoer; Algemeen Boerensyndicaat                                                                     |
| ABTB              | Aartsdiocesane Boeren- en Tuindersbond |
| ABU               | Algemene Bond Uitzendbureaus |
| ABV               | Academie Beeldende Vorming |
| ABVA              | Algemene Bond van Ambtenaren |
| ABVV              | Algemeen Belgisch Vakverbond |
| ABZ               | Algemeen-Bestuurlijke Zaken |
| Abw               | algemene bijstandswet (oude wet) |
| ABW               | Algemene Bond van Werknemers |
| Ac                | Actinium |
| AC                | Alternating Current (Wisselstroom); audiologisch centrum; Appellation Contrôlée (gecontroleerde herkomstbenaming)                              |
| ACAB              | All Cops Are Bastards, (slang) (Alle politieagenten zijn klootzakken)                                                                          |
| acb               | algemeen controlebeleid |
| ACLVB             | Algemene Centrale der Liberale Vakbonden van België                                                                                            |
| AC&M              | Autoriteit Consument en Markt |
| ACOD              | Algemene Centrale der Openbare Diensten |
| ACV               | Algemeen Christelijk Vakverbond |
| AD                | Algemeen Dagblad; Anno Domini (in het jaar onzes Heren)                                                                                        |
| ADD               | Attention Deficit Disorder |
| adh               | Aanbevolen dagelijkse hoeveelheid |
| ADHD              | attention deficit hyperactivity disorder |
| a.d.h.v.          | aan de hand van |
| adj.              | adjunct |
| Adj.              | Adjudant |
| a.d.o.            | alles door oefening |
| ADL               | algemene dagelijkse levensverrichtingen |
| ADSL              | asymmetric digital subscriber line |
| AE                | aanhoudingseenheid |
| AED               | automatische externe defibrillator |
| AEX               | Amsterdam Exchange Index |
| AF                | Air France |
| afb.              | afbeelding |
| afd.              | afdeling |
| afk.              | afkorting |
| afk               | away from keyboard (gamingwereldterm) |
| AFM               | Autoriteit Financiële Markten |
| afz.              | afzender |
| AG                | Anonieme Gokkers |
| a.g.v.            | als gevolg van |
| AH                | Albert Heijn |
| ahob              | automatische halve overwegbomen |
| a.h.w.            | als het ware |
| AI                | Artificiële Intelligentie; Amnesty International; Apneu-index; Adequaat niveau van inneming                                                    |
| a.i.              | ad interim |
| aids              | acquired immune deficiency syndrome |
| aio               | assistent in opleiding/(basis)arts in opleiding                                                                                                |
| AIOS              | AIOS, Arts in opleiding tot specialist |
| Airbnb            | Airbnb, Airbed and Breakfast (luchtbed en ontbijt)                                                                                             |
| airco             | airconditioning |
| AIV               | Adviesraad Internationale Vraagstukken |
| AIVD /ai-&vd      | Algemene Inlichtingen- en Veiligheidsdienst |
| AJ                | Al Jazeera |
| aki               | automatische knipperlichtinstallatie |
| AKI               | AKI ArtEZ Academie voor Art & Design |
| AKKV              | Algemeen Kristelijk Kunstenaarsverbond, voorheen Algemene Katholieke Kunstenaars-Vereniging                                                    |
| akw               | algemene kinderbijslagwet |
| Al                | aluminium |
| AL                | Alle leeftijden |
| Aldel             | Aluminium Delfzijl |
| alg.              | algemeen |
| ALS               | amyotrofe laterale sclerose; Alliantie voor Leerkrachten in Suriname                                                                           |
| ALV               | algemene ledenvergadering |
| AM                | amplitudemodulatie |
| a.m.              | ante meridiem (voor middag) |
| ama               | alleenstaande minderjarige asielzoeker |
| AMOLF             | AMOLF, Atoom- en Molecuulfysica (een instituut ressorterend onder NWO)                                                                         |
| Amref             | African Medical & Research Foundation |
| AMRO              | Amsterdam-Rotterdam Bank, AMRO Bank |
| AMvB              | algemene maatregel van bestuur |
| AN                | Anorexia nervosa |
| anbi              | algemeen nut beogende instelling |
| ANBO              | Algemene Nederlandse Bond Ouderen |
| ANP               | Algemeen Nederlands Persbureau |
| ANT               | provincie Antwerpen |
| ANVR              | Algemene Nederlandse Vereniging Reisbureaus |
| anw               | algemene nabestaandenwet; algemene natuurwetenschappen                                                                                         |
| anwb              | Koninklijke Nederlandse Toeristenbond ANWB (algemene wielrijdersbond)                                                                          |
| Ao                | Anno (in het jaar) |
| AO                | Anonieme Overeters |
| aov               | algemene ouderdomsverzekering; Algemeen Ouderen Verbond; Arbeidsongeschiktheidsverzekering voor zelfstandigen                                  |
| AOW               | Algemene Ouderdomswet |
| ap                | Autoriteit Persoonsgegevens |
| AP                | Amsterdams Peil; Associated Press |
| A.P.              | anno passato (in het afgelopen jaar) |
| apg               | algemene pensioengroep |
| apk               | algemene periodieke keuring; aanpassingsklas                                                                                                   |
| appa              | algemene pensioenwet politieke ambtsdragers |
| apv               | algemene plaatselijke verordening/algemene politie-verordening;                                                                                |
| AQ                | Autismespectrumquotiënt |
| AQI               | en:Air quality index (Luchtkwalteit) |
| AR                | Aangevulde realiteit (Augmented Reality) |
| arbo. (-wet, ...) | arbeidsomstandigheden (-wet, -regeling, ...) in Nederland                                                                                      |
| AREI              | Algemeen Reglement Elektrische Installaties |
| ARP               | Anti-Revolutionaire Partij |
| art.              | artikel |
| a.s.              | aanstaande |
| ASCII             | American Standard Code Information Interchange                                                                                                 |
| ASEAN             | Association of Southeast Asian Nations |
| a.s.o./aso        | algemeen secundair onderwijs |
| AT                | Arrestatieteam |
| ATB               | All Terrain Bike (terreinfiets); Automatische treinbeïnvloeding                                                                                |
| Atm.              | atmosfeer / atmosferen |
| ATP               | Association of Tennis Professionals |
| atv               | arbeidstijdverkorting |
| a.u.b.            | alstublieft (als 't u belieft) |
| AV                | Atletiek Vereniging |
| AVG               | Algemene verordening gegevensbescherming |
| AVL               | Antoni van Leeuwenhoekziekenhuis |
| avrotros          | AVRO (algemene vereniging radio-omroep) /TROS (Televisie Radio Omroep Stichting), AVROTROS                                                     |
| a.w.              | (in het) aangehaald werk (bij opgeven van een bron, bijvoorbeeld "zie Reitsma, a.w." om herhaling van de vermelding van een boek te voorkomen) |
| Awb               | Algemene wet bestuursrecht |
| AWBZ              | Algemene Wet Bijzondere Ziektekosten |
| AWVN              | Algemene Werkgeversvereniging Nederland (AWVN)                                                                                                 |
| AWW               | Algemene Weduwen- en Wezenwet |
| AZ                | Academisch Ziekenhuis; Alkmaar Zaanstreek |
| azc               | asielzoekerscentrum |
| AZL               | Academisch Ziekenhuis Leiden, thans Leids Universitair Medisch Centrum (LUMC)                                                                  |
| AzN               | Ambulancezorg Nederland |

## B
| Afkorting | Betekenis(sen)                                                                                |
| --------- | --------------------------------------------------------------------------------------------- |
| B         | bas (muziek)                                                                                  |
| b.a.      | bij afwezigheid                                                                               |
| BA        | Bachelor of Arts Burgerlijke Aansprakelijkheid                                                |
| Bac       | Belgische arbeiderscoöperatie, thans Belfius, nv van publiekelijk recht                       |
| BAG       | Basisregistraties Adressen en Gebouwen                                                        |
| BAM       | Bataafsche AannemingsMaatschappij, thans Koninklijke BAM Groep                                |
| BAS       | Bachelor Applied Science                                                                      |
| BASF      | Badische Anilin- & Soda-Fabrik (BASF), Badense Aniline- & Soda-Fabriek                        |
| BASIC     | Beginners All-purpose Symbolic Instruction Code, een programmeertaal                          |
| BAT       | British American Tobacco                                                                      |
| BAZ       | Beelden aan Zee, een museum in Scheveningen                                                   |
| BB        | Bescherming Bevolking Brigitte Bardot                                                         |
| B.B.      | Bakboord                                                                                      |
| BBA       | Brabantsche Buurtspoorwegen en Autodiensten                                                   |
| BBB       | bed-bad-brood (bed-bad-broodregeling) BoerBurgerBeweging                                      |
| BBC       | British Broadcasting Corporation                                                              |
| bbe       | bijzondere bijstandseenheid                                                                   |
| bbhh      | ook: b.b.h.h., bezigheden buitenshuis hebbende                                                |
| BBK       | Beroepsvereniging van Beeldende Kunstenaars                                                   |
| bbp       | bruto binnenlands product                                                                     |
| bbs       | bulletin board system                                                                         |
| BBW       | Beroepsvereniging Bewindvoerders > Wsnp                                                       |
| BC        | Before Christ (voor Christus)                                                                 |
| bcc       | blind carbon copy                                                                             |
| b.d.      | buiten dienst                                                                                 |
| BDO       | Binder Dijker Otte & Co BDO, een accountants- en adviesorganisatie                            |
| B en W    | Burgemeester en Wethouders (ook: B&W)                                                         |
| BEL       | België                                                                                        |
| Benelux   | België, Nederland, Luxemburg                                                                  |
| BeLux     | België, Luxemburg                                                                             |
| BES       | Bonaire, Sint Eustatius, Saba                                                                 |
| betr.     | betreft                                                                                       |
| bez.vnw.  | bezittelijk voornaamwoord                                                                     |
| bga       | beschermde geografische aanduiding                                                            |
| bgc       | bankgirocentrale                                                                              |
| b.g.g.    | bij geen gehoor                                                                               |
| BGT       | Bijbel in Gewone Taal Basisregistratie Grootschalige Topografie                               |
| bh        | bustehouder, beha                                                                             |
| bhv       | bedrijfshulpverlening                                                                         |
| BHV       | Brussel-Halle-Vilvoorde                                                                       |
| BI        | Bureau Inlichtingen                                                                           |
| bibl.     | bibliotheek                                                                                   |
| BIC       | Bank Identifier Code                                                                          |
| BIG       | Beroepen in de Individuele Gezondheidszorg (BIG)                                              |
| bijl.     | bijlage                                                                                       |
| bijv.     | bijvoorbeeld                                                                                  |
| bijz.     | bijzonder                                                                                     |
| BIK       | Baangerelateerde investeringskorting                                                          |
| bila      | bilateraal overleg                                                                            |
| BIOS      | basic input/output system                                                                     |
| bit       | binary digit                                                                                  |
| BK        | Belgisch Kampioen; Belgisch Kampioenschap; Belgische Kampioenschappen                         |
| BKR       | Beeldende Kunstenaars Regeling Bureau Kredietregistratie                                      |
| BLEU      | Belgisch-Luxemburgse Economische Unie                                                         |
| blz.      | bladzijde                                                                                     |
| blzz      | bladzijden                                                                                    |
| BMI       | body mass index                                                                               |
| BMKB      | Borgstelling MKB-kredieten (Borgstelling Midden- en Klein Bedrijf-kredieten)                  |
| BMW       | Bayrische Motor Werke                                                                         |
| BMX       | Bicycle Motocross                                                                             |
| BN        | bekende Nederlander                                                                           |
| BNA       | Bond van Nederlandse Architecten, thans Branchevereniging voor Nederlandse Architectenbureaus |
| BNN       | Bart's Neverending Network, aanvankelijk: Bart News Network (BNN)                             |
| BNSP      | Beroepsvereniging van Nederlandse Stedebouwkundigen en Planologen                             |
| BNT       | Bond van Nederlandse Tuin- en Landschapsarchitecten                                           |
| bnp       | bruto nationaal product                                                                       |
| bnw.      | bijvoeglijk naamwoord                                                                         |
| boa       | buitengewoon opsporingsambtenaar                                                              |
| bob       | beschermde oorsprongsbenaming                                                                 |
| bom       | bewust ongehuwde moeder                                                                       |
| Bopz      | Wet bijzondere opnemingen in psychiatrische ziekenhuizen, 1994-2019                           |
| BOVAG     | Bond van automobielhandelaren en garagehouders (BOVAG)                                        |
| BOSK      | Bond van Ouders van Spastische Kinderen                                                       |
| BPM       | Belasting van personenauto's en motorrijwielen Bataafse Petroleum Maatschappij                |
| bps       | beelden per seconde                                                                           |
| br.       | broeder                                                                                       |
| BR        | Baanrecord Belgisch record                                                                    |
| BRD       | Bondsrepubliek Duitsland                                                                      |
| BRMO      | Bijzonder Resistente Micro-Organismen (BRMO)                                                  |
| BROEM     | Breed Overleg Ouderen en Mobiliteit (BROEM)                                                   |
| BRP       | Basisregistratie Personen                                                                     |
| BRT       | Belgische Radio en Televisie Bruto Register Ton                                               |
| BSc       | Baccalaureus Scientiae                                                                        |
| BSE       | boviene spongiforme encefalopathie of gekkekoeienziekte bloedbezinkingssnelheid               |
| bsn       | burgerservicenummer                                                                           |
| bso       | beroepssecundair onderwijs buitenschoolse opvang                                              |
| btw       | belasting over de toegevoegde waarde by the way                                               |
| buma      | bureau muziekauteursrechten                                                                   |
| BuZa      | (ministerie van) Buitenlandse Zaken                                                           |
| bv.       | bijvoorbeeld                                                                                  |
| bv        | besloten vennootschap                                                                         |
| b.v.d.    | bij voorbaat dank                                                                             |
| BVD       | Binnenlandse Veiligheidsdienst                                                                |
| bvl       | beroepsvoorbereidend leerjaar                                                                 |
| bvo       | bruto vloeroppervlakte                                                                        |
| bw.       | bijwoord                                                                                      |
| BW        | Burgerlijk Wetboek                                                                            |
| B&W       | Burgemeester & Wethouders (ook: B en W)                                                       |
| BWV       | Bijzondere wetenschappelijke vorming Bach-Werke-Verzeichnis                                   |
| BXL       | Bruxelles, Brussel                                                                            |
| b.z.a.    | biedt zich aan                                                                                |

## C
| Afkorting     | Betekenis(sen) |
| ------------- | --- |
| ©             | Copyright |
| C             | Celsius (°C = graad Celsius); coulomb |
| C&A           | Clemens & August |
| C7            | Common Channel Signalling System nr. 7 |
| ca            | centiare |
| ca.           | circa |
| c.a.          | cum annexis |
| cado          | calamiteitendoorsteek |
| cai           | centrale antenne-inrichting |
| CAK           | Centraal Administratie Kantoor (CAK) |
| cal           | calorie |
| cao           | collectieve arbeidsovereenkomst |
| cara          | chronische aspecifieke respiratoire aandoeningen                                                                                                 |
| cat.          | catalogus |
| CBD           | Commissie Biotechnologie bij Dieren; Centraal Bureau Drogisterijbedrijven; Central business district; Cannabidiol                                |
| CBF           | Centraal Bureau Fondsenwerving |
| CBFA          | Commissie voor het Bank-, Financie- en Assurantiewezen                                                                                           |
| CBG           | College ter Beoordeling van Geneesmiddelen; Centraal Bureau voor Genealogie                                                                      |
| CBP           | College voor Bescherming Persoonsgegevens |
| CBR           | Centraal Bureau Rijvaardigheidsbewijzen; Constant Bit-Rate                                                                                       |
| CBS           | Centraal Bureau voor de Statistiek, christelijke basisschool                                                                                     |
| CBTB          | Christelijke Boeren- en Tuindersbond |
| CC            | Corps Consulaire |
| cc            | cubic centimetre; carbon copy, copy conform (NB: ondanks de huidige spelling van het woord kopie met een k.)                                     |
| CC0           | Creative Commons zero verklaring |
| CCMO          | Centrale Commissie Mensgebonden Onderzoek |
| CCTV          | China Central Television; closed-circuit television (zie cameratoezicht)                                                                         |
| CCV           | Centrum voor Criminaliteitspreventie en Veiligheid                                                                                               |
| cd            | compact disc; candela |
| CD            | Centrum Democraten; Corps Diplomatique |
| CDA           | Christen-Democratisch Appèl |
| CD&V          | Christen-Democratisch en Vlaams |
| CEO           | chief executive officer; Corporate Europe Observatory (lobbywaakhond)                                                                            |
| CEST          | Central European Summer Time |
| cf./cfr./conf | confer |
| cfk           | chloorfluorkoolstofverbindingen |
| CFO           | Chief Financial Officer |
| CGSO          | Centrum Geboorteregeling en Seksuele Opvoeding                                                                                                   |
| CHGS          | Centrum Holocaust- en Genocidestudies |
| CHIO          | Concours Hippique International Officiel |
| CHU           | Christelijk-Historische Unie |
| c.i.          | civiel ingenieur |
| CIA           | Central Intelligence Agency |
| CIAM          | Congrès Internationaux d'Architecture Moderne |
| CIb           | Centrum Infectieziektebestrijding |
| CIDI          | Centrum Informatie en Documentatie Israel |
| cie           | criminele inlichtingeneenheid |
| CIOS          | Centraal Instituut Opleiding Sportleiders |
| CIMS          | Covid-19 vaccinatie Informatie- en Monitoringsysteem                                                                                             |
| CITo          | Centraal Instituut voor Toetsontwikkeling |
| CIZ           | Centrum Indicatiestelling Zorg |
| CJIB          | Centraal Justitieel Incassobureau |
| cl of cL      | centiliter |
| CKM           | Centrum Kinderhandel Mensenhandel |
| CLAS          | Commando Landstrijdkrachten |
| clsk          | commando luchtstrijdkrachten |
| cm            | centimeter |
| CMD           | Communicatie & Multimedia Design |
| CMHF          | Centrale v. Middelbaar en Hogere Functionarissen                                                                                                 |
| CMT           | Charcot-Marie-Tooth; Country Music Television |
| CNRS          | Centre National de la Recherche Scientifique |
| CNV           | Christelijk Nationaal Vakverbond |
| co            | compagnon |
| COA           | Centraal Orgaan opvang asielzoekers; Comité Olímpico Arubano                                                                                     |
| Cobra         | Copenhagen, Brussel, Amsterdam (kunstenaarsbeweging)                                                                                             |
| COC           | Christelijke onderwijscentrale, Nederlandse Vereniging tot Integratie van Homoseksualiteit COC (oorspronkelijk: Cultuur- en Ontspanningscentrum) |
| CoCo          | Coördinatie Commissie voor Europese Integratie- en Associatieproblemen                                                                           |
| codec         | coder/decoder |
| Conamus       | Comité voor Nederlandse Amusementsmuziek, thans Stichting Buma Cultuur                                                                           |
| conf.         | confer (↑) |
| Conimex       | Conserven Import Export (Conimex) |
| COO           | Chief Operations Officer |
| COPD          | Chronic Obstructive Pulmonary Diseases |
| cos           | cosinus |
| COVID-19      | COVID-19, coronavirus disease 2019 |
| COVRA         | COVRA, Centrale Organisatie Voor Radioactief Afval                                                                                               |
| CP            | Centrumpartij |
| CPB           | Centraal Planbureau |
| CPBW          | Comité voor Preventie en Bescherming op het Werk                                                                                                 |
| CPN           | Communistische Partij van Nederland |
| CPNB          | Collectieve Propaganda van het Nederlandse Boek                                                                                                  |
| CPU           | central processing unit |
| crm           | customer relationship management |
| CRM           | Cultuur, Recreatie en Maatschappelijk Werk |
| c.q.          | casu quo |
| c.s.          | cum suis |
| CS            | Centraal station |
| CSAS          | centrale-slaapapneusyndroom |
| CT            | computertomografie |
| CTO           | chief technical officer |
| CTR           | Centraal Testamentenregister |
| CU            | ChristenUnie |
| cv            | commanditaire vennootschap; coöperatieve vereniging; curriculum vitae; carnavalsvereniging; centrale verwarming                                  |
| cvba          | coöperatieve vennootschap met beperkte aansprakelijkheid                                                                                         |
| CvdK          | Commissaris van de Koning |
| CvdM          | Commissariaat voor de Media |
| cve           | centrale verwerkingseenheid |
| CVT           | Continu variabele transmissie |
| CWI           | Centrum voor Werk en Inkomen, Commissie Wetenschappelijke Integriteit, Centrum Wiskunde & Informatica                                            |
| czs           | centraal zenuwstelsel |
| C-ZSK         | commandant Zeestrijdkrachten |

## D
| Afkorting   | Betekenis(sen)                                                           |
| ----------- | ------------------------------------------------------------------------ |
| D66         | Democraten 66                                                            |
| DA          | Drogisten Associatie                                                     |
| DAB         | Digital Audio Broadcasting                                               |
| DAC         | Digitaal-Analoog Convertor Derde Arbeidscircuit Dagactiviteitencentrum   |
| DAF         | Van Doorne’s Aanhangwagenfabriek N.V.                                    |
| DB          | Deutsche Bahn                                                            |
| dB          | decibel                                                                  |
| DBC         | diagnosebehandelingcombinatie                                            |
| DBNL        | Digitale Bibliotheek voor de Nederlandse Letteren                        |
| D.C.        | da capo, muziekterm                                                      |
| D.C.        | District of Columbia, Washington D.C., hoofdstad van de Verenigde Staten |
| DCMR        | Dienst Centraal Milieubeheer Rijnmond                                    |
| d.d.        | de dato (daterend van)                                                   |
| DE          | Douwe Egberts                                                            |
| del.        | delineavit, aanduiding achter een naam op een prent: heeft getekend      |
| DDR         | Duitse Democratische Republiek                                           |
| DDOS        | Distributed Denial of Service                                            |
| DDT         | dichloordifenyltrichloorethaan, een insecticide                          |
| DELA        | Draagt Elkanders Lasten (DELA), een coöperatieve uitvaartverzekeraar     |
| DEXA(-scan) | Dual Energy X-ray Absorptiometry                                         |
| DG          | directeur-generaal                                                       |
| DGS         | depositogarantiestelsel                                                  |
| DHD         | Dutch Hospital Data                                                      |
| DHL         | Postbedrijf DHL, vernoemd naar de oprichters Dalsey, Hillblom en Lyn     |
| dhr.        | de heer                                                                  |
| DIDs        | decentralized identifiers (DIDs), decentrale identificatoren             |
| DigiD       | digitale Identiteit, DigiD                                               |
| d.i.        | dit is of dat is                                                         |
| DIMS        | Drugs Informatie en Monitoring Systeem                                   |
| DIN         | Deutsches Institut für Normung                                           |
| dir.        | directeur                                                                |
| DIY         | Do-It-Yourself, doe het zelf                                             |
| dj          | diskjockey                                                               |
| DJI         | Dienst Justitiële Inrichtingen                                           |
| dl          | deciliter, ook dL                                                        |
| dm          | decimeter                                                                |
| DMA         | Digital Markets Act, Verordening digitale markten                        |
| d.m.v.      | door middel van                                                          |
| DNA         | desoxyribonucleïnezuur                                                   |
| DNB         | De Nederlandsche Bank                                                    |
| DOS         | disk operating system Door Oefening Sterk                                |
| DOVO        | Dienst voor Opruiming en Vernietiging van Ontploffingstuigen             |
| DPCM        | differentiële pulscodemodulatie (DPCM)                                   |
| Dpl         | dienstplichtige                                                          |
| DPOF        | Digital Print Order Format                                               |
| DR          | Drenthe, ook Dr                                                          |
| dr.         | doctor                                                                   |
| drs.        | doctorandus                                                              |
| ds.         | dominee                                                                  |
| D.S.        | dal segno                                                                |
| DS'70       | Democratisch Socialisten '70                                             |
| DSA         | Digital Services Act                                                     |
| DSI         | Dienst Speciale Interventies                                             |
| DSL         | digital subscriber line (DSL)                                            |
| DSLAM       | Digital Subscriber Line Access Multiplexer (DSLAM)                       |
| DSM         | Dutch State Mines                                                        |
| DSP         | digitale signaalprocessor of Digital Signal Processing                   |
| dtp         | desktoppublishing                                                        |
| DUO         | Dienst Uitvoering Onderwijs                                              |
| D.V.        | Deo volente                                                              |
| dvd         | digital versatile disc (dvd)                                             |
| DVT         | diepveneuze trombose                                                     |
| DWDD        | De wereld draait door, een televisieprogramma                            |
| d.w.z.      | dat wil zeggen                                                           |

## E
| Afkorting | Betekenis(sen)                                                                         |
| --------- | -------------------------------------------------------------------------------------- |
| e.a.      | en andere(n) et alii (en anderen)                                                      |
| EAN       | European Article Numbering (Europese artikelnummering)                                 |
| EBWO      | Europese Bank voor Wederopbouw en Ontwikkeling                                         |
| e.c.      | exempli causa (bijvoorbeeld)                                                           |
| EC        | Europese Commissie                                                                     |
| ECB       | Europese Centrale Bank                                                                 |
| ECD       | Economische Controledienst †, opgegaan in FIOD elektronisch cliëntendossier            |
| ecg       | elektrocardiogram                                                                      |
| ECN       | Energieonderzoek Centrum Nederland                                                     |
| ECPO      | Evaluatie- en adviescommissie passend onderwijs                                        |
| ECTS      | European Credit Transfer Systeem (een systeem van studiepunten in het hoger onderwijs) |
| ed.       | editie                                                                                 |
| e.d.      | en dergelijke(n)                                                                       |
| Edah      | Ebben Dames Aukes Hettema † (supermarkt)                                               |
| EDO       | Ergst Denkbare Overstroming                                                            |
| EDON      | Energie-Distributiebedrijf Oost- en Noord-Nederland †, opgegaan in Essent              |
| Educom    | Stichting educatieve omroepcombinatie †, opgegaan in NTR                               |
| e.e.a.    | een en ander                                                                           |
| eeg       | elektro-encefalogram                                                                   |
| EEG       | Europese Economische Gemeenschap, thans EU                                             |
| EER       | Europese Economische Ruimte                                                            |
| EESC      | Europees Economisch en Sociaal Comité                                                  |
| EEZ       | Exclusieve Economische Zone                                                            |
| e.g.      | exempli gratia (bijvoorbeeld)                                                          |
| EG        | Europese Gemeenschap                                                                   |
| EGKS      | Europese Gemeenschap voor Kolen en Staal † (opgegaan in Europese Unie (EU))            |
| EGM       | Effectgerichte Maatregelen                                                             |
| EHBO      | Eerste hulp bij ongelukken                                                             |
| e.i.      | elektrotechnisch ingenieur                                                             |
| EHL       | Economische Hogeschool Limburg; Euro Hockey League; Etty Hillesum Lyceum               |
| EHS       | Ecologische hoofdstructuur van Nederland                                               |
| EHW       | extreem hoogwater                                                                      |
| EIB       | Economisch Instituut voor de Bouw                                                      |
| EK        | Europees Kampioen; Europees kampioenschap; Europese kampioenschappen                   |
| EL        | Europa League                                                                          |
| ELO       | Elektronische leeromgeving; Electric Light Orchestra                                   |
| em.       | emeritus (uitgediend; gepensioneerd of rustend hoogleraar of geestelijke)              |
| emg       | elektromyogram                                                                         |
| EMS       | Europees Monetair Stelsel; Exploitatie Maatschappij Scheveningen †                     |
| EMU       | Economische en Monetaire Unie                                                          |
| EMVA      | economisch meest voordelige aanbieding                                                 |
| EMVI      | economisch meest voordelige inschrijving                                               |
| EN        | Europese Norm; Enraf-Nonius                                                            |
| ENFB      | Echte Nederlandse Fietsersbond                                                         |
| ENIAC     | Electronic Numerical Integrator And Calculator                                         |
| ENSIE     | Eerste Nederlandse Systematisch Ingerichte Encyclopaedie                               |
| enz.      | enzovoort                                                                              |
| e.o.      | en omstreken                                                                           |
| EO        | Evangelische Omroep                                                                    |
| EOB       | Europees Octrooibureau                                                                 |
| EOCKL     | Explosieven Opruimingscommando Koninklijke Landmacht                                   |
| EOD       | Explosieven Opruimingsdienst Defensie                                                  |
| EOM       | Europees Openbaar Ministerie                                                           |
| EP        | Europees Parlement                                                                     |
| EPD       | Elektronisch patiëntendossier                                                          |
| EPO       | Erytropoëtine; European Patent Office (Europees Octrooibureau)                         |
| EPP       | Erytropoëtische protoporfyrie (zonneschijn ziekte)                                     |
| EPROM     | Erasable Programmable Read Only Memory                                                 |
| ER        | Europees record                                                                        |
| ERP(S)    | Enterprise Resource Planning (System)                                                  |
| ESB       | Economisch Statistische Berichten                                                      |
| et al.    | et alii (en anderen)                                                                   |
| etc.      | et cetera                                                                              |
| Etos      | Eendracht, Toewijding, Overleg en Samenwerking                                         |
| ETSI      | European Telecommunication Standardisation Institute                                   |
| ETW       | Erftoegangsweg                                                                         |
| EU        | Europese Unie                                                                          |
| EUIPO     | Europees bureau voor Intellectuele Eigendom                                            |
| EUR       | euro; Erasmus Universiteit Rotterdam                                                   |
| e.v., e/v | en volgende(n); echtgenote van/echtgenoot van                                          |
| EVA       | Europese Vrijhandelsassociatie                                                         |
| e.v.a.    | en vele andere(n)                                                                      |
| EVC       | Erkenning Verworven Competenties                                                       |
| evt.      | eventueel                                                                              |
| excl.     | exclusief                                                                              |
| exx.      | exemplaren                                                                             |
| EY        | Ernst & Young                                                                          |
| EZ        | Ministerie van Economische Zaken (Nederland)                                           |

## F
| Afkorting     | Betekenis(sen)                                                          |
| ------------- | ----------------------------------------------------------------------- |
| ƒ             | florijn (gulden)                                                        |
| f             | florijn (gulden)                                                        |
| F             | farad                                                                   |
| ₣, F, FF, FRF | Franse frank                                                            |
| f             | forte                                                                   |
| fa. of Fa.    | firma                                                                   |
| FAB           | functioneel applicatiebeheer                                            |
| fam.          | familie                                                                 |
| FAQ           | Frequently Asked Questions (vaak gestelde vragen)                       |
| FAT           | Field Acceptance Test; File Allocation Table                            |
| fax           | telefacsimile                                                           |
| FB            | Franc Belge, Belgische frank                                            |
| FBI           | Federal Bureau of Investigation                                         |
| FC            | Football Club (voetbalvereniging)                                       |
| FDA           | Food and Drug Administration                                            |
| FEI           | Fédération Équestre Internationale                                      |
| ff, fff       | fortissimo, fortissimo possibile                                        |
| FF            | Fast Forward (audio/video: snel vooruit spoelen, vaak >>); Franse Frank |
| FIAT          | Fabbrica Italiana Automobili Torino                                     |
| FIDE          | Fédération Internationale des Échecs                                    |
| FIFA          | Fédération Internationale de Football Association                       |
| fig.          | figuur(lijk)                                                            |
| FIOD          | Fiscale Inlichtingen- en Opsporingsdienst                               |
| FIPS          | Federal Information Processing Standard                                 |
| FL            | Flevoland                                                               |
| fl.           | florijn (gulden), floruit                                               |
| FLO           | functioneel leeftijdsontslag                                            |
| FM            | Frequentiemodulatie                                                     |
| FMO           | Nederlandse Financierings-Maatschappij voor Ontwikkelingslanden         |
| FNV           | Federatie Nederlandse Vakbeweging                                       |
| FOB           | Free On Board                                                           |
| FOD           | (Belgische) federale overheidsdienst                                    |
| FR            | Friesland                                                               |
| fr.           | frank; franco (vrachtvrij)                                              |
| FSV           | Fraudesignaleringsvoorziening † (van de Belastingdienst)                |
| ft            | feet                                                                    |
| FTD           | Frontotemporale dementie                                                |
| fte           | fulltime-equivalent                                                     |
| FTP           | File Transfer Protocol                                                  |
| fut.          | futurum                                                                 |
| FVD           | Forum voor Democratie                                                   |
| fz, ffz       | forzato, forzatissimo                                                   |

## G
| Afkorting  | Betekenis(sen)                                                                                |
| ---------- | --------------------------------------------------------------------------------------------- |
| g          | gram                                                                                          |
| Ga         | giga-annum; miljard (109) jaar (in de geologie en astronomie)                                 |
| G.A.B.     | Gewestelijk Arbeidsbureau                                                                     |
| GAK        | Gemeenschappelijk Administratiekantoor                                                        |
| GATT       | General Agreement on Tariffs and Trade                                                        |
| GAWALO     | Gas, Water en Loodgieter, voorheen een MBO-opleiding, thans Installatietechniek; zie ook: glw |
| GBKN       | Grootschalige Basiskaart van Nederland                                                        |
| GD         | Gelderland, ook: Gld                                                                          |
| g.d.       | geen datum                                                                                    |
| GB         | Groot-Brittannië gigabyte                                                                     |
| GBA        | Gemeentelijke Basis Administratie;                                                            |
| GBP        | Great-Britain Pound (Engelse Pond) gastric bypass                                             |
| GBS        | Guillain-Barré Syndrome, syndroom van Guillain-Barré                                          |
| GEB        | Gemeentelijk energiebedrijf                                                                   |
| geb.       | geboren                                                                                       |
| Gebr.      | gebroeders                                                                                    |
| geh.       | geheel gehuwd                                                                                 |
| gem.       | gemeente gemiddeld;                                                                           |
| get.       | getekend getuige                                                                              |
| gez.       | gezang gezusters                                                                              |
| GfK        | Gesellschaft für Konsumforschung (Intomart GfK)                                               |
| gft / GFT  | Groente-, fruit- en tuinafval                                                                 |
| gg         | good game; goed gespeeld                                                                      |
| GGA        | Gemeentegiro Amsterdam                                                                        |
| GGD        | Gemeentelijke gezondheidsdienst                                                               |
| g.g.d.     | grootste gemeenschappelijke deler                                                             |
| ggo        | Genetisch Gemodificeerd Organisme                                                             |
| GGZ of GGz | Geestelijke gezondheidszorg                                                                   |
| GHB        | 4-hydroxybutaanzuur (gamma-hydroxyboterzuur)                                                  |
| GHOR       | Geneeskundige Hulpverleningsorganisatie in de Regio                                           |
| GIS        | Geografisch informatiesysteem                                                                 |
| gld.       | gulden                                                                                        |
| GLONASS    | GLObal NAvigation Satellite System (Wereldwijd navigatie-satellietsysteem)                    |
| glw        | gas, licht en water; zie ook GAWALO                                                           |
| GmbH       | Gesellschaft mit beschränkter Haftung                                                         |
| GMT        | Greenwich Mean Time                                                                           |
| GO         | Garantie Ondernemersfinanciering-regeling                                                     |
| GOC        | Geüniformeerden Ontmoetings Centrum                                                           |
| GOW        | Gebiedsontsluitingsweg                                                                        |
| GPRS       | General Packet Radio Service                                                                  |
| gps        | global position system                                                                        |
| GR         | provincie Groningen, ook: Gron of Gr                                                          |
| GS         | Gedeputeerde Staten                                                                           |
| GSM        | Global System for Mobile Communications Groupe Spéciale Mobile                                |
| GTS        | gegarandeerde traditionele specialiteit                                                       |
| GTST       | Goede tijden, slechte tijden (Nederlandse soapserie)                                          |
| gwn        | gewoon                                                                                        |
| gym        | gymnasium gymnastiek                                                                          |

## H
| Afkorting | Betekenis(sen)                                                                            |
| --------- | ----------------------------------------------------------------------------------------- |
| H         | henry; Hospitaal; Hotel; helikopterlandingsplaats; Heerema Groep                          |
| H.        | Heilige                                                                                   |
| ha        | hectare                                                                                   |
| HaFaBra   | harmonie, fanfare en brassband                                                            |
| HAFF      | Holland Animation Film Festival (Utrecht)                                                 |
| HAI       | provincie Henegouwen (Hainaut)                                                            |
| HAL       | Holland-Amerika Lijn                                                                      |
| havo      | hoger algemeen voortgezet onderwijs                                                       |
| HAN       | Hogeschool van Arnhem en Nijmegen                                                         |
| hbo       | hoger beroepsonderwijs                                                                    |
| hbs       | hogereburgerschool                                                                        |
| hd        | high definition of hoge definitie                                                         |
| HDSL      | High-speed Digital Subscriber Line                                                        |
| heao      | hoger economisch en administratief onderwijs                                              |
| HEMA      | Hollandsche Eenheidsprijzen Maatschappij Amsterdam                                        |
| HEO       | Hoger Economisch Onderwijs                                                                |
| hfl       | Hollandse florijn (gulden)                                                                |
| hg        | hectogram                                                                                 |
| HHS       | Haagse Hogeschool                                                                         |
| hifi      | High fidelity                                                                             |
| hiv       | humaan immunodeficiëntie virus                                                            |
| HIVA      | Hoger instituut voor de Arbeid, sinds 2009 Onderzoeksinstituut voor Arbeid en Samenleving |
| H.K.H.    | Hare Koninklijke Hoogheid                                                                 |
| HKU       | Hogeschool voor de Kunsten Utrecht                                                        |
| hl of hL  | hectoliter                                                                                |
| HLS       | Heilig Land Stichting                                                                     |
| H.M.      | Hare Majesteit                                                                            |
| HMSN      | Hereditaire motorische en sensorische neuropathieën                                       |
| HOBU      | Hoger onderwijs buiten de universiteit                                                    |
| hodn      | Handelend onder de naam                                                                   |
| holebi    | homoseksueel, lesbisch, biseksueel                                                        |
| horeca    | hotel, restaurant, café                                                                   |
| HP        | Hewlett-Packard                                                                           |
| HPV       | Humaan papillomavirus                                                                     |
| Hr.       | Heer                                                                                      |
| Hr.Ms.    | Harer Majesteits (wordt gevolgd door specifieke scheepsnaam)                              |
| H.R.      | Hoge Raad; Handelsregister (België); Human Resources                                      |
| hrm       | Humanresourcemanagement                                                                   |
| HS        | Hollands Spoor, hoofdstation                                                              |
| hsl       | hogesnelheidslijn                                                                         |
| hsp       | Hoogsensitief persoon                                                                     |
| HSP       | Hereditaire spastische paraparese                                                         |
| hst       | hogesnelheidstrein (Engels: high-speed train)                                             |
| HSV       | Herpes simplexvirus; Herziene Statenvertaling                                             |
| h.t.l.    | hier te lande                                                                             |
| HTM       | Haagsche Tramweg-Maatschappij (openbaar vervoer Den Haag)                                 |
| HTML      | HyperText Markup Language                                                                 |
| hts       | hogere technische school                                                                  |
| HTTP      | HyperText Transfer Protocol                                                               |
| HTTPS     | HyperText Transfer Protocol Secure                                                        |
| HVC       | HVC Huisvuilcentrale                                                                      |
| HWA       | hemelwaterafvoer                                                                          |
| HZ        | Hogeschool Zeeland                                                                        |
| Hz        | hertz                                                                                     |
| Hzn.      | Hendrikszoon                                                                              |

## I
| Afkorting | Betekenis(sen) |
| --------- | --- |
| I&A       | Informatisering en Automatisering |
| IAEA      | Internationaal Atoomenergieagentschap |
| IATA      | International Air Transport Association |
| i.a.v.    | in aanwezigheid van; in afwachting van |
| i.a.w.    | in andere woorden |
| IB        | Inkomstenbelasting; International Baccalaureate |
| IBAN      | International Bank Account Number |
| i.b.d.    | in buitengewone dienst (b.v. kamerheer van Koninklijk Huis) |
| ibs       | inbewaringstelling |
| i.b.v.    | in bezit van |
| ic        | Intensive Care |
| IC        | Integrated Circuit; Intercity |
| i.c.      | in casu |
| ICAO      | Engels: International Civil Aviation Organization, Internationale Burgerluchtvaartorganisatie                                                                  |
| ICC       | Internationale Kamer van Koophandel |
| ICE       | In case of emergency; Intercity Express (treintype in Duitsland); Immigration and Customs Enforcement (politiedienst van US Departement of Homeland Security); |
| i.c.m.    | in combinatie met |
| ICT       | Informatie- en Communicatietechnologie; International Campaign for Tibet                                                                                       |
| id.       | idem (hetzelfde) |
| ID-bewijs | identiteitsbewijs |
| idd       | inderdaad |
| IDIL      | Informatie Dienst Inzake Lectuur, Informatiedienst Inzake Lectuur †                                                                                            |
| IDFA      | International Documentary Film Festival Amsterdam |
| i.e.      | id est (dat is, dat wil zeggen) |
| IE        | Internet Explorer |
| i.f.v.    | in functie van (Belgisch) |
| IGM       | Internationaal Grootmeester; ingame message |
| IGJ       | Inspectie Gezondheidszorg en Jeugd |
| i.g.st.   | in goede staat |
| i.g.v.    | in geval van |
| IGZ       | Inspectie voor de Gezondheidszorg |
| i.h.      | in handen |
| i.h.a.    | in het algemeen |
| i.h.b.    | in het bijzonder |
| i.h.k.v.  | in het kader van |
| i.h.t.v.  | in het teken van |
| i.i.g.    | in ieder geval |
| IKEA      | Ingvar Kamprad Elmtaryd Agunaryd (naam en woonplaats van de oprichter van het bedrijf IKEA)                                                                    |
| IKF       | Internationale Korfbalfederatie |
| Ikon      | Interkerkelijke Omroep Nederland |
| ILO       | Instituut voor Lichamelijke Opvoeding; International Labour Organization (Internationale Arbeidsorganisatie)                                                   |
| ILT       | Inspectie Leefomgeving en Transport |
| IMEI      | International Mobile Equipment Identity |
| IMF       | Internationaal Monetair Fonds |
| IMG       | Instituut Mijnbouwschade Groningen |
| IMO       | Internationale Maritieme Organisatie |
| Incoterms | International Commercial Terms |
| IND       | Immigratie- en Naturalisatiedienst, Indianapolis International Airport (IATA-code)                                                                             |
| incl.     | inclusief |
| info      | informatie |
| ing.      | ingenieur |
| INT       | Instituut voor de Nederlandse Taal |
| intern.   | internationaal |
| Interpol  | International Criminal Police Organization |
| IOAW      | Wet inkomensvoorziening oudere en gedeeltelijk arbeidsongeschikte werkloze werknemers                                                                          |
| IOC       | Internationaal Olympisch Comité |
| i.o.m.    | in overeenstemming met; in overleg met |
| IOOF      | Independent Order of Odd Fellows |
| i.o.v.    | in opdracht van |
| IP        | Internet Protocol |
| i.p.v.    | in plaats van |
| IQ        | intelligentiequotiënt |
| ir.       | ingenieur |
| IRA       | Iers Republikeins Leger |
| IRC       | Internet Relay Chat |
| IRL       | in real life |
| i.r.t.    | in relatie tot |
| ISBN      | Internationaal Standaard Boeknummer |
| ISDN      | Integrated Services Digital Network |
| i.s.m.    | In samenwerking met |
| ISO       | International Organization for Standardization |
| ISSN      | International Standard Serial Number |
| ISU       | Internationale Schaatsunie |
| IT        | Informatietechnologie |
| ITAA      | Institute for Tax Advisors and Accountants |
| ITAL      | Instituut voor Toepassing van Atoomenergie in de Landbouw † |
| ITO       | Individueel Technisch Onderwijs |
| i.t.t.    | in tegenstelling tot |
| IVD       | Inspectie Veiligheid Defensie |
| ivf       | In-vitrofertilisatie |
| i.v.m.    | in verband met |
| IW        | Industriële wetenschappen |
| i.z.g.st. | in zeer goede staat |

## J
| Afkorting | Betekenis(sen)                                                          |
| --------- | ----------------------------------------------------------------------- |
| J. of j.  | jaar                                                                    |
| J         | joule                                                                   |
| JAC       | Jongeren Advies Centrum (België) en Jongeren Advies Centrum (Nederland) |
| JBN       | Judo Bond Nederland                                                     |
| jhr.      | Jonkheer                                                                |
| JIT       | Joint Investigation Team                                                |
| jkvr.     | jonkvrouw                                                               |
| jl.       | jongstleden                                                             |
| JOVD      | Jongerenorganisatie Vrijheid en Democratie                              |
| jr.       | junior; jaar                                                            |
| Jz.       | Janszoon, Jacobszoon enz.                                               |
| JZHMH     | Je Zal Het Maar Hebben                                                  |
| Jzm       | Je Zou Maar                                                             |

## K
| Afkorting | Betekenis(sen)                                                                                  |
| --------- | ----------------------------------------------------------------------------------------------- |
| kon.      | koninklijke                                                                                     |
| K         | kelvin                                                                                          |
| ka        | kiloannum; duizend (103) jaar (in de geologie en astronomie)                                    |
| KAB       | Katholieke Arbeidersbeweging                                                                    |
| KABK      | Koninklijke Academie van Beeldende Kunsten                                                      |
| KABO      | Katholieke Bond van Overheidspersoneel, opgegaan in Federatie Nederlandse Vakbeweging (FNV)     |
| KAD       | Kennis- en Adviescentrum Dierplagen; Kadaster                                                   |
| KADM      | Koninklijke Asscher Diamant Maatschappij                                                        |
| KAGB      | Koninklijke Academie voor Geneeskunde van België                                                |
| KAGO      | Kennis en Advies, Gasmeting en Ontgassing                                                       |
| KAMG      | Koepel Artsen Maatschappij en Gezondheid                                                        |
| KANTL     | Koninklijke Academie voor Nederlandse Taal- en Letterkunde                                      |
| kB        | kilobyte                                                                                        |
| K.B.      | Koninklijk Besluit                                                                              |
| KB        | Koninklijke Bibliotheek                                                                         |
| KBb       | Koninklijke Boekverkopersbond                                                                   |
| KBSB      | Koninklijke Belgische Schaakbond                                                                |
| kca       | klein chemisch afval                                                                            |
| kcal      | kilocalorie                                                                                     |
| kdt       | keuken, douche en toilet                                                                        |
| KDW       | Kritische depositiewaarde                                                                       |
| kg        | kilogram (kilogrammassa)                                                                        |
| kgb       | Kindgebonden budget                                                                             |
| KGB       | Komitet Gosudarstvennoj Bezopasnosti – geheime dienst van de Sovjet-Unie                        |
| k.g.v.    | kleinste gemene veelvoud                                                                        |
| kHz       | kilohertz                                                                                       |
| KI        | Kunstmatige inseminatie bij dieren; kunstmatige intelligentie; kadastraal inkomen               |
| KID       | Kunstmatige inseminatie bij mensen met donorzaad                                                |
| KIM       | Koninklijk Instituut voor de Marine                                                             |
| KIT       | Koninklijk Instituut voor de Tropen                                                             |
| Kifid     | Klachteninstituut Financiële Dienstverlening                                                    |
| KING      | Kwaliteit In Niets Geëvenaard (KING-pepermunt, Sneek)                                           |
| KIVI      | Koninklijk Instituut Van Ingenieurs                                                             |
| kJ        | kilojoule                                                                                       |
| k.k.      | kosten koper                                                                                    |
| KKC       | Kleine Kredieten Coronagarantieregeling                                                         |
| KL        | Koninklijke Landmacht                                                                           |
| kga       | klein gevaarlijk afval                                                                          |
| KLIC      | Kabel- en leidingen Informatie Centrum                                                          |
| Kliko     | Klinkenberg en Koster, zie Minicontainer                                                        |
| KLM       | Koninklijke Luchtvaart Maatschappij                                                             |
| KLPD      | Korps landelijke politiediensten                                                                |
| KLTZ      | kapitein-luitenant-ter-zee                                                                      |
| KLu       | Koninklijke Luchtmacht                                                                          |
| KLV       | Koninklijke Landbouwkundige Vereniging                                                          |
| KM        | Koninklijke Marine                                                                              |
| km        | kilometer                                                                                       |
| KMA       | Koninklijke Militaire Academie                                                                  |
| KMAR      | Koninklijke Marechaussee                                                                        |
| km/h      | kilometer per uur                                                                               |
| KMS       | Koninklijke Militaire School                                                                    |
| KNAC      | Koninklijke Nederlandsche Automobiel Club                                                       |
| KNAU      | Koninklijke Nederlandse Atletiek Unie                                                           |
| KNAW      | Koninklijke Nederlandse Akademie van Wetenschappen                                              |
| KNB       | Koninklijke Notariële Beroepsorganisatie                                                        |
| KNBSB     | Koninklijke Nederlandse Baseball en Softball Bond                                               |
| KNBV      | Koninklijke Nederlandse Bosbouw Vereniging; Koninklijke Nederlandse Botanische Vereniging       |
| KNCB      | Koninklijke Nederlandse Cricket Bond                                                            |
| KNDB      | Koninklijke Nederlandse Dambond                                                                 |
| KNGF      | Koninklijk Nederlands Geleidehonden Fonds; Koninklijk Nederlands Genootschap voor Fysiotherapie |
| KNGU      | Koninklijke Nederlandse Gymnastiek Unie                                                         |
| KNHB      | Koninklijke Nederlandse Hockeybond                                                              |
| KNHS      | Koninklijke Nederlandse Hippische Sportfederatie                                                |
| KNIL      | Koninklijk Nederlandsch-Indisch Leger                                                           |
| KNIR      | Koninklijk Nederlands Instituut Rome                                                            |
| KNKB      | Koninklijke Nederlandse Kaatsbond                                                               |
| KNKF      | Koninklijke Nederlandse Krachtsport en Fitnessbond                                              |
| KNKV      | Koninklijk Nederlands Korfbalverbond                                                            |
| KNLTB     | Koninklijke Nederlandse Lawn Tennis Bond                                                        |
| KNM       | Koninklijke Nederlandse Munt                                                                    |
| KNMG      | Koninklijke Nederlandsche Maatschappij tot bevordering der Geneeskunst                          |
| KNMI      | Koninklijk Nederlands Meteorologisch Instituut                                                  |
| KNMV      | Koninklijke Nederlandse Motorrijders Vereniging                                                 |
| KNRB      | Koninklijke Nederlandsche Roeibond                                                              |
| kno       | Keel-, neus- en oor-(heelkunde)                                                                 |
| KNRM      | Koninklijke Nederlandse Redding Maatschappij                                                    |
| KNSB      | Koninklijke Nederlandse Schaakbond; Koninklijke Nederlandsche Schaatsenrijders Bond             |
| KNSM      | Koninklijke Nederlandse Stoomboot-Maatschappij                                                  |
| KNVG      | Koepel van Nederlandse Verenigingen van Gepensioneerden                                         |
| KNVvL     | Koninklijke Nederlandse Vereniging voor Luchtvaart                                              |
| KNVB      | Koninklijke Nederlandse Voetbalbond                                                             |
| KNZB      | Koninklijke Nederlandse Zwembond                                                                |
| KO        | knock-out                                                                                       |
| Kon.      | Koninklijk (predicaat)                                                                          |
| KP        | Kanaalpeil; Knokploeg                                                                           |
| Kpl       | Korporaal                                                                                       |
| Kpl 1     | Korporaal der eerste klasse                                                                     |
| KPMG      | Kleynveld – Peat – Marwick – Goerdeler; accountantsorganisatie                                  |
| KPN       | Koninklijke PTT Nederland N.V.                                                                  |
| KRO       | Katholieke Radio Omroep                                                                         |
| KSV       | Koninklijke Sportvereniging (België); Katholieke Studentenvereniging (Nederland)                |
| kt.       | karaat; knoop                                                                                   |
| KTOMMB    | Koninklijk Tehuis voor Oud-Militairen en Museum Bronbeek                                        |
| KUB       | Katholieke Universiteit Brabant; Katholieke Universiteit Brussel                                |
| KUL       | Katholieke Universiteit Leuven                                                                  |
| K.v.K.    | Kamer van Koophandel                                                                            |
| KV        | Köchelverzeichnis                                                                               |
| KVABB     | Koninklijke Vereniging van Accountants en Belastingadviseurs van België                         |
| KVB       | Koninklijke Vereniging van het Boekenvak                                                        |
| KVGN      | Koninklijke Vereniging van Gasfabrikanten in Nederland, 1973                                    |
| KVO       | Keurmerk Veilig Ondernemen                                                                      |
| KVP       | Katholieke Volkspartij                                                                          |
| KVVP      | Koninklijk verbond van vrede- en politierechters                                                |
| kW        | kilowatt                                                                                        |
| KWB       | Kristelijke Werknemersbeweging                                                                  |
| KWF       | Koningin Wilhelmina Fonds                                                                       |
| kWh       | kilowattuur                                                                                     |
| KWPN      | Koninklijk Warmbloed Paard Nederland                                                            |

## L
| Afkorting | Betekenis(sen)                                                                             |
| --------- | ------------------------------------------------------------------------------------------ |
| l of L    | liter                                                                                      |
| l.a.      | linksaf                                                                                    |
| L.A.      | Los Angeles                                                                                |
| lab       | laboratorium                                                                               |
| LAKS      | Landelijk Aktie Komitee Scholieren                                                         |
| LAN       | Local Area Network – netwerk tussen computers                                              |
| lavo      | lager algemeen voortgezet onderwijs                                                        |
| LB        | provincie Limburg, Nederland                                                               |
| LBE       | Langslopen, Bellen, E-mailen - managementtaal voor persoonlijk contact eerst               |
| lbo       | lager beroepsonderwijs                                                                     |
| LBZ       | Landelijke Basisregistratie Ziekenhuiszorg                                                 |
| lcd       | liquid-crystal display                                                                     |
| LCH       | Landelijk Consortium Hulpmiddelen                                                          |
| LCI       | Landelijke Coördinatie Infectieziektebestrijding                                           |
| LCL       | Le Crédit Lyonnais                                                                         |
| LCPS      | Landelijk Coördinatiecentrum Patiënten Spreiding                                           |
| LCW       | Landelijke Coördinatiecommissie Waterverdeling                                             |
| LDD       | Lijst De Decker                                                                            |
| leao      | lager economisch en administratief onderwijs                                               |
| led       | Light-emitting diode                                                                       |
| lez       | lage-emissiezone (milieuzone)                                                              |
| l.g.      | laatstgenoemde                                                                             |
| LH        | Landbouwhogeschool, thans Wageningen University & Research (WUR)                           |
| LHC       | Large Hadron Collider, een deeltjesversneller van het CERN                                 |
| l.i.      | landbouwkundig ingenieur                                                                   |
| L.I.      | Long Island                                                                                |
| LIE       | provincie Luik (Liège)                                                                     |
| LIFF      | Leiden International Film Festival                                                         |
| LIM       | provincie Limburg, België                                                                  |
| LIO       | Leraar in opleiding                                                                        |
| LJN       | Landelijk Jurisprudentie Nummer                                                            |
| LKP       | Landelijke Knokploegen                                                                     |
| ll.       | laatstleden                                                                                |
| LLTB      | Limburgse Land- en Tuinbouwbond                                                            |
| LLW       | Laag laagwater                                                                             |
| ln.       | linnen                                                                                     |
| LNAZ      | Landelijk Netwerk Acute Zorg                                                               |
| LNV       | Landbouw, Natuur en Voedselkwaliteit                                                       |
| LO        | Lager Onderwijs; lichamelijke opvoeding; Landelijke Organisatie voor Hulp aan Onderduikers |
| LOFAR     | LOw-Frequency ARray                                                                        |
| LOI       | Leidse Onderwijsinstellingen; Landelijk Overleg Infectieziektebestrijding                  |
| LOM       | Kinderen met leer- en opvoedingsmoeilijkheden                                              |
| LPF       | Lijst Pim Fortuyn                                                                          |
| lpg       | liquefied petroleum gas                                                                    |
| L.S.      | lectori salutem (de lezer gegroet, den lezer heil)                                         |
| lsd       | lysergeenzuurdi-ethylamide – een drug                                                      |
| LSH       | Laboratorium voor Speciële Hematologie van het LUMC                                        |
| LSP       | Landelijk schakelpunt                                                                      |
| lt.       | Luitenant                                                                                  |
| LTO       | Land- en Tuinbouworganisatie                                                               |
| lts       | lagere technische school                                                                   |
| LTT       | Lactose tolerantie test                                                                    |
| lu        | lumen                                                                                      |
| LUMC      | Leids Universitair Medisch Centrum                                                         |
| L.v.O.    | Land van Oorsprong                                                                         |
| LUX       | provincie Luxemburg                                                                        |
| LVV       | Landelijke Vreemdelingen Voorziening                                                       |

## M
| Afkorting   | Betekenis(sen)                                                     |
| ----------- | ------------------------------------------------------------------ |
| M           | medium                                                             |
| m           | meter, in samenst. milli-                                          |
| m.          | mannelijk; meneer / mijnheer                                       |
| Ma          | mega-annum; miljoen (106) jaar (in de geologie en astronomie)      |
| Mac         | Apple Macintosh                                                    |
| MAF         | Maximumfactuur                                                     |
| mavo        | middelbaar algemeen voortgezet onderwijs                           |
| m.a.w.      | met andere woorden                                                 |
| max.        | maximum, maximaal                                                  |
| Mb of Mbit  | megabit                                                            |
| MB          | megabyte                                                           |
| MBA         | Master of Business Administration; Moderne Bedrijfsadministratie   |
| mbo         | middelbaar beroepsonderwijs                                        |
| m.b.t.      | met betrekking tot                                                 |
| m.b.v.      | met behulp van                                                     |
| MBvO        | Meer Bewegen voor Ouderen                                          |
| mcg         | Microgram                                                          |
| MDI         | Meldpunt Discriminatie Internet                                    |
| ME          | myalgische encefalomyelitis; Mobiele Eenheid; Middeleeuwen         |
| meao        | middelbaar economisch en administratief onderwijs                  |
| mej.        | mejuffrouw                                                         |
| MER         | Milieueffectrapportage;                                            |
| MET         | Middeleuropese Tijd (Engels: Middle European Time)                 |
| MEV         | Macro Economische Verkenning                                       |
| mevr.       | mevrouw                                                            |
| MGM         | Metro-Goldwyn-Mayer                                                |
| Mgr.        | Monseigneur                                                        |
| m.h.g.      | met hartelijke groeten                                             |
| MHz         | megahertz                                                          |
| m.i.        | mijns inziens                                                      |
| mi.         | middag                                                             |
| Mij         | maatschappij                                                       |
| min.        | minimum, minimaal; minister; minuut                                |
| MIT         | Massachusetts Institute of Technology                              |
| MIVD        | Militaire Inlichtingen- en Veiligheidsdienst                       |
| m.i.v.      | met ingang van; met inbegrip van                                   |
| MJK         | Museumjaarkaart †, thans Museumkaart                               |
| mkb         | Midden- en kleinbedrijf                                            |
| MKZ         | mond-en-klauwzeer                                                  |
| ml of mL    | milliliter                                                         |
| mld.        | miljard                                                            |
| mln.        | miljoen                                                            |
| mm          | millimeter                                                         |
| mms         | middelbare meisjesschool                                           |
| MMT         | Mobiel Medisch Team                                                |
| m.m.v.      | met medewerking van                                                |
| m.n.        | met name                                                           |
| mngt        | Management                                                         |
| MOB         | Met onbekende bestemming; Maatschappelijk Overleg Betalingsverkeer |
| modem       | modulator-demodulator                                              |
| Mora        | Mourmans en Ramaekers                                              |
| MP          | Militaire politie                                                  |
| MPG         | MilieuPrestatie Gebouwen                                           |
| mpt         | Modulair pakket thuis                                              |
| MPV         | Multi-purpose vehicle                                              |
| mr.         | meester (in de rechten)                                            |
| MRDH        | Metropoolregio Rotterdam Den Haag                                  |
| MRI         | Magnetic Resonance Imaging                                         |
| MRSA        | Meticilline-resistente Staphylococcus aureus                       |
| ms          | motorschip                                                         |
| mS          | millisiemens                                                       |
| MS          | Microsoft; Multiple sclerose                                       |
| MSc         | Magister Scientiae                                                 |
| MSN         | Microsoft Network                                                  |
| mts         | maatschap; middelbare technische school                            |
| MUG         | Mobiele Urgentiegroep                                              |
| mulo        | meer uitgebreid lager onderwijs                                    |
| MUPI / mupi | mobilier urbain pour l'information (een type reclamezuil)          |
| m.u.v.      | met uitzondering van                                               |
| mv.         | meervoud                                                           |
| m.v.g.      | met vriendelijke groet                                             |
| MVM         | Man Vrouw Maatschappij                                             |
| MVO         | Maatschappelijk verantwoord ondernemen                             |
| mvt         | memorie van toelichting                                            |
| MVV         | Machtiging tot voorlopig verblijf                                  |
| MW; mw.     | Megawatt; mevrouw                                                  |
| MWO         | Militaire Willems-Orde                                             |
| Mzn         | Maartenszoon                                                       |

## N
| Afkorting  | Betekenis(sen) |
| ---------- | --- |
| N          | noorden |
| n.         | neutrum; nominatief |
| NA         | Nationaal Archief |
| n.a.       | non-actief |
| NABO       | niet actief beveiligde overweg |
| NAC        | NOAD ADVENDO Combinatie (Noad: Nooit ophouden altijd doorgaan; Advendo: Aangenaam door vermaak en nuttig door ontspanning)               |
| NAM        | provincie Namen; Nederlandse Aardolie Maatschappij                                                                                       |
| NAP        | Normaal Amsterdams Peil |
| NASA       | National Aeronautics and Space Administration                                                                                            |
| NAV        | Nederlandse Adelsvereniging |
| n.a.v.     | naar aanleiding van |
| NAVO       | Noord-Atlantische Verdragsorganisatie |
| NAW        | Naam, Adres en Woonplaats |
| NAZB       | Netwerk Acute Zorg Brabant |
| NAZL       | Netwerk Acute Zorg Limburg |
| NAZMN      | Netwerk Acute Zorg Midden-Nederland |
| NAZrZ      | Netwerk Acute Zorg regio Zwolle |
| NAZW       | Netwerk Acute Zorg West |
| NB         | Noord-Brabant |
| N.B.       | Latijn: Nota bene (let wel); noorderbreedte; Noord-Brabant                                                                               |
| NBA        | Koninklijke Nederlandse Beroepsorganisatie van Accountants; Nationale Ballet Academie                                                    |
| NBB        | Nederlandse Basketball Bond |
| NBBA       | Niet Bij Brood Alleen |
| NBBU       | Nederlandse Bond van Bemiddelings- en Uitzendondernemingen                                                                               |
| NBC        | Nederlands Bakkerij Centrum; National Broadcasting Company                                                                               |
| NBN        | Normalisation Belge/Belgische Normalisatie                                                                                               |
| N.Br.      | noorderbreedte; Noord-Brabant |
| n.c.       | nostro conto (< Italiaans: op onze rekening)                                                                                             |
| n.C.       | na Christus |
| n.Chr.     | na Christus |
| NCAB       | Nationaal Coördinator Antisemitismebestrijding; Nederlandse Christelijke Agrarische Bond †; Nationale Commissie Aids Bestrijding †       |
| NCvB       | Nederlands Centrum voor Beroepsziekten                                                                                                   |
| NCPN       | Nieuwe Communistische Partij Nederland                                                                                                   |
| NCRV       | Nederlandse Christelijke Radio-Vereniging                                                                                                |
| NCSC       | Nationaal Cyber Security Centrum |
| NCTV       | Nationaal Coördinator Terrorismebestrijding en Veiligheid                                                                                |
| NCV        | Noodcommunicatievoorziening |
| NCW        | Nederlands Christelijk Werkgeversverbond                                                                                                 |
| Nd.        | Nederduits |
| NDFF       | Nationale Databank Flora en Fauna; |
| Ndl.       | Nederlands |
| NDP        | De Nederlandse Dagbladpers; Nationale Democratische Partij (Suriname)                                                                    |
| NDSM       | Nederlandsche Dok en Scheepsbouw Maatschappij †                                                                                          |
| NEC        | Nijmegen Eendracht Combinatie |
| NecstGen   | Netherlands Center for the Clinical Advancement of Stem Cell and Gene Therapies (Nederlands Centrum voor Stamcel- en Gentherapie)        |
| Ned.       | Nederlands |
| Ned. Herv. | Nederlands Hervormd |
| Nedmag     | Nedmag, Nederlandse Magnesia |
| NEFOM      | Nederlandse Federatie Omgevingslawaai Motorvoertuigen                                                                                    |
| n.e.g.     | niet eerder genoemd |
| NEH        | Nederlandsche Economische Hoogeschool †                                                                                                  |
| Neh.       | Nehemia |
| NEHEM      | Nederlandse Herstructureringsmaatschappij                                                                                                |
| NEN        | Nederlands Normalisatie-instituut |
| NFB        | Nederlandse Frisbee Bond |
| NFI        | Nederlands Forensisch Instituut |
| ngo        | niet-gouvernementele organisatie |
| NGT        | Nederlandse Gebarentaal |
| N.H.       | Noord-Holland; Nederlands-hervormd; New Hampshire                                                                                        |
| NHB        | Nederlandse Hersenbank |
| NHG        | Nationale Hypotheek Garantie; Nederlands Huisartsen Genootschap                                                                          |
| NHL        | Noordelijke Hogeschool Leeuwarden |
| NHM        | Nederlandsche Handel-Maatschappij † |
| n.h.m.     | naar haar/hun mening |
| NHR        | Nieuw Handelsregister |
| NHSB       | Nederlands Hondenstamboek, Noord-Hollandse Schaakbond                                                                                    |
| NHV        | Nederlands Handbal Verbond |
| NHW        | Nieuwe Hollandse Waterlinie |
| N.-I.      | Nederlands-Indië † |
| NIAS       | Netherlands Institute for Advanced Study                                                                                                 |
| Nibud      | Nationaal Instituut voor Budgetvoorlichting                                                                                              |
| NICE       | (Stichting) Nationale Intensive Care Evaluatie                                                                                           |
| NICU       | Neonatale intensive care unit |
| NIDI       | Nederlands Interdisciplinair Demografisch Instituut                                                                                      |
| NIFP       | Nederlands Instituut voor Forensische Psychiatrie en Psychologie                                                                         |
| Nikhef     | Nikhef, Nationaal Instituut voor Kernfysica en Hoge-Energiefysica, thans Nationaal instituut voor subatomaire fysica                     |
| NILI       | Nederlands Instituut van Landbouwkundig Ingenieurs †, opgegaan in KLV                                                                    |
| NIMA       | Nederlands Instituut voor Marketing |
| NIMH       | Nederlands Instituut voor Militaire Historie                                                                                             |
| NINO       | Nederlands Instituut voor het Nabije Oosten                                                                                              |
| NIOD       | Nederlands Instituut voor Oorlogsdocumentatie                                                                                            |
| NIOS       | Nederlands Instituut Opleiding Sportartsen                                                                                               |
| NIPO       | Nederlands Instituut voor Publieke Opinie                                                                                                |
| NIS        | New Israeli Sheqel |
| NIVEA      | Niet invullen voor een ander |
| NJHC       | Nederlandse Jeugdherbergcentrale |
| NJV        | Nederlandsch Jongelings Verbond |
| NK         | Nederlands Kampioen; Nederlands Kampioenschap; Nederlandse Kampioenschappen                                                              |
| NKBV       | Koninklijke Nederlandse Klim- en Bergsport Vereniging                                                                                    |
| NKV        | Nederlands Katholiek Vakverbond |
| NL         | Nederland |
| Nl.        | Nederlands |
| nl.        | namelijk |
| n.l.       | non licet (< Latijn: niet toegestaan); non liquet (< Latijn: de zaak is nog niet duidelijk, nog niet bewezen)                            |
| NLDA       | Nederlandse Defensie Academie |
| NLP        | Neuro-Linguïstisch Programmeren |
| NLR        | Nationaal Lucht- en Ruimtevaartlaboratorium                                                                                              |
| nm         | nanometer |
| Nm         | newtonmeter, zie ook: N·m |
| Nm.        | Numeri |
| N·m        | newtonmeter, zie ook: Nm |
| n.m.       | na de middag, namiddag |
| NMa        | Nederlandse Mededingingsautoriteit |
| n.m.b.m.   | naar mijn bescheiden mening |
| NMBS       | Nationale Maatschappij der Belgische Spoorwegen                                                                                          |
| NmG        | Nederlands met Gebarentaal (ook wel Nederlands ondersteund met gebarentaal)                                                              |
| n.m.m.     | naar mijn mening |
| NMo        | Nationale Monumentenorganisatie |
| nn         | nomen nudum |
| N.N.       | nomen nescio (naam onbekend) |
| NNAC       | Noord Nederlandse Aeroclub - Eelde |
| n.n.b.     | nog niet bekend |
| NNDF       | Noord Nederlandse Duikfederatie |
| NNI        | Nederlands Normalisatie-instituut |
| N.N.O.     | noordnoordoost(en) |
| N.N.W.     | noordnoordwest(en) |
| No.        | nummer (numéro) |
| no.        | netto |
| N.O.       | noordoost(en) |
| NOC        | Nederlands Olympisch Comité; Nationaal Olympisch Comité; national oil company; Nursing Outcomes Classification                           |
| n.o.m.     | naar onze mening |
| NOM        | Nul op de meter |
| NOP        | Noordoostpolder |
| NORA       | Nederlandse Overheid Referentie Architectuur                                                                                             |
| NORAH      | Noordelijke Randweg Haagse Regio |
| NOS        | Nederlandse Omroep Stichting |
| NOT        | Nederlandse Onderwijs Televisie; Nederlandsche Overzee Trust Maatschappij                                                                |
| n.o.t.k.   | nader overeen te komen |
| NOVI       | Nationale Omgevingsvisie |
| NOVIB      | Nederlandse Organisatie voor Internationale Bijstand                                                                                     |
| NOW        | (tijdelijke) Noodmaatregel Overbrugging voor Werkgelegenheid                                                                             |
| NP         | Niet parkeren |
| NPB        | Nederlandse Politiebond |
| NPCG       | Nationaal Panel Chronisch zieken en Gehandicapten                                                                                        |
| NPO        | Nederlandse Publieke Omroep; Nederlandse Postduivenhouders Organisatie                                                                   |
| NPOV       | neutral point of view (neutraal standpunt)                                                                                               |
| NPS        | Nederlandse Programma Stichting (opgegaan in NTR)                                                                                        |
| NPV        | Nederlandse Patiëntenvereniging; De Nederlandsche Padvinders, opgegaan in Scouting Nederland                                             |
| nr.        | nummer |
| n.r.       | nieuwe rekening; nieuwe regel |
| NR         | Nederlands record |
| NRA        | Nederlandse Racquetball Associatie |
| NRB        | Nederlandse Rugby Bond |
| NRC        | Nieuwe Rotterdamsche Courant |
| nro.       | Nummero |
| NRS        | Nederlands Rundvee Syndicaat |
| nrs.       | nummers |
| NRU        | Nederlandse Radio Unie |
| NS         | Nederlandse Spoorwegen |
| NSB        | Nationaal-Socialistische Beweging |
| NSC        | Nieuw Sociaal Contract |
| NSCR       | Nederlands Studiecentrum Criminaliteit en Rechtshandhaving                                                                               |
| NSDSK      | Nederlandse Stichting voor het Dove en Slechthorende Kind                                                                                |
| NSF        | Nederlands Sociaal Forum; Nationaal Songfestival; Nederlandse Sport Federatie; Nederlandsche Seintoestellen Fabriek                      |
| NSFW       | Not Safe/Suitable For Work (Niet (veilig) voor op het werk)                                                                              |
| NSGK       | Nederlandse Stichting voor het Gehandicapte Kind                                                                                         |
| NSR        | Nederlandse Studentenraad |
| N.T.       | Nieuwe Testament |
| n.t.       | niettegenstaande |
| n.t.b.     | nader te bepalen |
| n.t.o.     | nog te ontwikkelen |
| NTR        | NPS (Nederlandse Programma Stichting), Teleac (Televisie Academie) en RVU (Radio Volksuniversiteit educatieve omroep)                    |
| NTS        | Nederlandse Televisie Stichting |
| NTTB       | Nederlandse Tafeltennisbond |
| Num.       | Numeri |
| Nuffic     | Netherlands Universities’ Foundation for International Cooperation                                                                       |
| NUHO       | Niet-Universitair Hoger Onderwijs |
| NUT        | Nieuw Utrechts toneel |
| nv, N.V.   | Naamloze Vennootschap |
| NVA        | Nederlandse Vereniging voor Autisme |
| NVa        | Nationale Volksarmee, leger van de voormalige DDR                                                                                        |
| N-VA       | Nieuw-Vlaamse Alliantie, politieke partij in Vlaanderen                                                                                  |
| NVAR       | Koninklijke Nederlandse Vereniging voor Afval- en Reinigingsmanagement, voorheen Nederlandse Vereniging van Reinigingsdirecteuren (NVRD) |
| NVB        | Nederlandse Vereniging van Banken |
| NVBA       | Nederlandse Vereniging van Bedrijfsarchivarissen                                                                                         |
| NVBM       | Nederlandse Vereniging ter Bevordering van de Meteorologie                                                                               |
| NVBS       | Nederlandse Vereniging van Belangstellenden in het Spoor- en tramwegwezen                                                                |
| NVBT       | Nederlandse Vereniging van Botanische Tuinen; Nederlandse Vereniging Beeldende Therapie                                                  |
| NVH        | Niet voor handelsdoeleinden |
| NVIC       | Nederlandse Vereniging voor Intensive Care; Nationaal Vergiftigingen Informatie Centrum; Nederlands-Vlaams Instituut in Caïro            |
| NVJ        | Nederlandse Vereniging van Journalisten                                                                                                  |
| NVLF       | Nederlandse Vereniging voor Logopedie en Foniatrie                                                                                       |
| NVLT       | Nederlandse Vereniging van Luchtvaart Technici                                                                                           |
| NVOG       | Nederlandse Vereniging voor Obstetrie en Gynaecologie; Nederlandse Vereniging van Organisaties van Gepensioneerden                       |
| NVSH       | Nederlandse Vereniging voor Seksuele Hervorming                                                                                          |
| NVSW       | Nederlandse Vereniging voor Stabij- en Wetterhounen                                                                                      |
| n.v.t.     | niet van toepassing |
| NVTL       | Nederlandse Vereniging voor Tuin- en Landschapsarchitectuur; Nederlandse Vereniging Techniek in de Landbouw                              |
| NVV        | Nederlands Verbond van Vakverenigingen                                                                                                   |
| NVVS       | Nederlandse Vereniging voor Slechthorenden                                                                                               |
| NVWA       | Nederlandse Voedsel- en Warenautoriteit                                                                                                  |
| N.W.       | noordwest(en) |
| NWB        | Nederlandse Wandelsport Bond; Nederlandsche Wielerbond; Nederlandse Waterschapsbank; Nationaal Wegenbestand                              |
| NWO        | Nederlandse Organisatie voor Wetenschappelijk Onderzoek                                                                                  |
| NWS        | Nederlandse Wereldwijde Studenten |
| NZa        | Nederlandse Zorgautoriteit |
| NZH        | Noord-Zuid-Hollandse (Vervoermaatschappij); Nederland Zal Herrijzen (slagzin in en na 1944)                                              |
| NZHRM      | Noord- en Zuid-Hollandsche Redding-Maatschappij                                                                                          |
| NZHSTM     | Noord-Zuid-Hollandsche Stoomtramweg-Maatschappij                                                                                         |
| NZH VM     | Noord-Zuid-Hollandse Vervoer-Maatschappij                                                                                                |

## O
| Afkorting | Betekenis(sen) |
| --------- | --- |
| Ω         | ohm |
| o.        | onzijdig |
| O.        | oosten |
| o.a.      | onder andere(n)                                                                                                   |
| ob.       | obiit (overleden)                                                                                                 |
| OB        | Omzetbelasting; ohne Binde (zonder maandverband)                                                                  |
| OBD       | Open Bedrijvendag                                                                                                 |
| obl.      | obligatie |
| OBM       | ontzegging van de bevoegdheid tot het besturen van motorrijtuigen                                                 |
| o.b.s.    | openbare basisschool                                                                                              |
| o.b.v.    | op basis van; onder begeleiding van                                                                               |
| o.c.      | opere citato (in het aangehaalde werk)                                                                            |
| OCMW      | Openbaar Centrum voor Maatschappelijk Welzijn                                                                     |
| OCW       | Ministerie van Onderwijs, Cultuur en Wetenschap                                                                   |
| OD        | Ordedienst |
| o.d.a.m.  | om de andere maand                                                                                                |
| ODBC      | Open DataBase Connectivity                                                                                        |
| o.d.t.    | onder de titel; onder de toonbank                                                                                 |
| o.d.z.    | onder de zinspreuk                                                                                                |
| o.e.r.    | op erewoord retour                                                                                                |
| OECD      | Organisation for Economic Cooperation and Development (Organisatie voor Economische Samenwerking en Ontwikkeling) |
| OESO      | Organisatie voor Economische Samenwerking en Ontwikkeling                                                         |
| o.f.m.    | ordo fratrum minorum (minderbroeders, franciscanen)                                                               |
| o.g.      | of gelijkwaardig; ondergetekende                                                                                  |
| o.g.a.    | ook gekend als |
| o.g.v.    | op grond van; onder gebruikelijk voorbehoud                                                                       |
| OGGZ      | openbare geestelijke gezondheidszorg                                                                              |
| o.i.      | onzes inziens |
| o.i.d.    | of iets dergelijks                                                                                                |
| o.i.v.    | onder invloed van                                                                                                 |
| ok, OK    | operatiekamer; operatiekwartier                                                                                   |
| O.L.      | Oosterlengte |
| OL        | Openbaar Lichaam                                                                                                  |
| OLO       | Onverwacht Lange Opnameduur                                                                                       |
| o.l.s.    | openbare lagere school                                                                                            |
| OLT       | Openluchttheater                                                                                                  |
| o.l.v.    | onder leiding van                                                                                                 |
| O.L.V.    | Onze-Lieve-Vrouw                                                                                                  |
| o.m.      | onder meer; ongehuwde man                                                                                         |
| OM        | Openbaar ministerie                                                                                               |
| OMT       | Outbreak Management Team                                                                                          |
| ong.      | ongeveer; ongenummerd; ongeadresseerd                                                                             |
| ONK       | Open Nederlands Kampioenschap                                                                                     |
| O.N.O.    | oostnoordoosten                                                                                                   |
| onov.ww.  | onovergankelijk werkwoord                                                                                         |
| O.O.      | onderofficier |
| o.o.v.    | onvoorziene omstandigheden voorbehouden                                                                           |
| OPEC      | Organisatie van Olie Exporterende Landen (Engels: Organization of the Petroleum Exporting Countries)              |
| opm.      | opmerking |
| opp.      | oppervlakte |
| OPTA      | Onafhankelijke Post en Telecommunicatie Autoriteit                                                                |
| OR        | Ondernemingsraad; Olympisch record                                                                                |
| orac      | Ondergrondse restafvalcontainer                                                                                   |
| ORAS      | Organisatie Rationele Studenten; Omega Ruby en Alpha Sapphire                                                     |
| org.      | organisatie |
| orv       | Overlijdensrisicoverzekering (NL)                                                                                 |
| OS        | Operating System; Olympische spelen                                                                               |
| OSG       | Openbare scholengemeenschap                                                                                       |
| OSB       | Ordo Sancti Benedicti Benedictijnen; Overheidsservicebus (tegenwoordig Digikoppeling)                             |
| O.T.      | Oude Testament |
| OTAP      | Ontwikkeling, test, acceptatie en productie                                                                       |
| OTC       | Over-the-counter (financieel)                                                                                     |
| o.t.t.    | onvoltooid tegenwoordige tijd                                                                                     |
| OU        | Open Universiteit                                                                                                 |
| o.v.      | onder voorbehoud                                                                                                  |
| OV        | Overijssel; Openbaar vervoer; opleidingsvorm (zie buitengewoon onderwijs); Openbaar Veiligheidsnummer bij de DVZ  |
| ov.cmpl.  | over complicatie                                                                                                  |
| OVL       | Oost-Vlaanderen; Openbare Verlichting                                                                             |
| o.v.t.    | onvoltooid verleden tijd                                                                                          |
| OVV       | Onderzoeksraad voor Veiligheid; Overlegcentrum van Vlaamse Verenigingen                                           |
| o.v.v.    | onder vermelding van                                                                                              |
| ozb       | onroerendezaakbelasting                                                                                           |
| O.Z.O.    | oostzuidoosten; Oranje Zal Overwinnen (zie verzet)                                                                |

## P
| Afkorting   | Betekenis(sen) |
| ----------- | --- |
| p           | piano (muziek) |
| p.a. of p/a | per adres |
| PAB         | Persoonlijke-assistentiebudget                                                                                        |
| PABO (pabo) | Pedagogische academie voor het basisonderwijs                                                                         |
| pae         | Personenauto-equivalent                                                                                               |
| pag.        | pagina |
| paks        | polycyclische aromatische koolwaterstoffen                                                                            |
| par.        | paragraaf |
| Parl.St.    | Parlementaire Stukken van het Belgische parlement                                                                     |
| PAV         | Project Algemene Vakken in het BSO; perifeer arterieel vaatlijden                                                     |
| PB          | petabyte |
| PBL         | Planbureau voor de Leefomgeving                                                                                       |
| PBM         | Persoonlijke beschermingsmiddelen                                                                                     |
| PBS         | Provinciaal Bibliotheeksysteem                                                                                        |
| P&C         | Peek & Cloppenburg |
| pc          | Personal Computer |
| p.c.        | (Fr.) par couvert (ingesloten); (Fr.) pour condoléance (tot rouwbeklag)                                               |
| PCGD        | Postcheque- en Girodienst                                                                                             |
| PCM         | Pulse Code Modulation; Pro Cycling Manager                                                                            |
| PCN         | Stichting Pensioenfonds Caribisch Nederland                                                                           |
| PCOB        | Protestants Christelijke Ouderen Bond                                                                                 |
| PCT         | Patent Cooperation Treaty                                                                                             |
| PD          | Plantenziektenkundige Dienst, opgegaan in NVWA                                                                        |
| PDB         | Praktijkdiploma Boekhouden                                                                                            |
| PDF         | Portable Document Format                                                                                              |
| PDI         | Praktijkdiploma Informatica                                                                                           |
| PDS         | Prikkelbaredarmsyndroom                                                                                               |
| penn.       | penningmeester |
| PE          | Preinstalled Environment                                                                                              |
| PEG         | Polyethyleenglycol |
| PET         | Positron Emissie Tomografie; Polyethyleentereftalaat                                                                  |
| P.G.        | Protestants Geloof |
| P&G         | Procter & Gamble |
| PGB         | Persoonsgebonden Budget                                                                                               |
| PGEM        | Provinciale Gelderse Energie Maatschappij                                                                             |
| PGGM        | Pensioenfonds voor de Gezondheid, Geestelijke en Maatschappelijke belangen                                            |
| PGP         | Pretty Good Privacy (versleutelprogramma voor telefoon)                                                               |
| PGZ         | Preventieve gezondheidszorg                                                                                           |
| pgb         | persoonsgebonden budget                                                                                               |
| PICS        | Post Intensive Care Syndroom                                                                                          |
| PhD         | Philosophiæ Doctor |
| PHL         | Provinciale Hogeschool Limburg                                                                                        |
| PHLO        | (Stichting) Post-Hoger Landbouwonderwijs                                                                              |
| PiB         | Pebibyte |
| pin         | Persoonlijk identificatienummer                                                                                       |
| p.k.        | Paardenkracht |
| PKK         | Partiya Karkerên Kurdistan                                                                                            |
| PKN         | Protestantse Kerk in Nederland                                                                                        |
| plm.        | plusminus |
| PLO         | Palestine Liberation Organization                                                                                     |
| plv.        | plaatsvervangend |
| pm          | picometer |
| p.m.        | post meridiem (na de middag); pro memoria (ter herinnering); post mortem                                              |
| pmd         | Plastic flessen, metaalverpakkingen en drankkartons                                                                   |
| PMR         | polymyalgia rheumatica (spierreuma)                                                                                   |
| PMT / PMT-k | Prestatiemotivatietest (- voor kinderen)                                                                              |
| P&O         | Personeel & Organisatie                                                                                               |
| P.O.        | Plastische opvoeding; Per ondertekening                                                                               |
| p.o.        | per omgaande; per order                                                                                               |
| p.o.b.      | per ontvangen bericht                                                                                                 |
| POP         | Post Office Protocol; Persoonlijk ontwikkelingsplan                                                                   |
| POS         | problematische opvoedingssituatie                                                                                     |
| POTS        | Publicly Operated Telephony System                                                                                    |
| POV         | Point of view |
| pp          | pianissimo |
| pp.         | pagina's |
| p.p.        | per procuratie; per persoon                                                                                           |
| p.p.p.d.    | per persoon per dag                                                                                                   |
| ppb         | parts per billion |
| ppc         | psycho-pedagogisch consulent                                                                                          |
| PPC         | Provinciale Planologische Commissie †                                                                                 |
| PPD         | Provinciale Planologsche Dienst †                                                                                     |
| PPG         | polypropeenglycol |
| ppm         | parts per million |
| PPR         | Politieke Partij Radikalen                                                                                            |
| ppt         | parts per trillion |
| P+R         | Parkeer en Reis (Park and Ride), ook: P&R                                                                             |
| PR          | Persoonlijk record; Public relations (publieke relaties)                                                              |
| Pres.       | president; voorzitter                                                                                                 |
| PRIS        | Parkeer Route Informatie Systeem                                                                                      |
| prof.       | professor; professioneel (beroeps-) voetballer, golfer, tennisser, enzovoort                                          |
| prof. em.   | professor emeritus |
| prov.       | provincie |
| PS          | postscriptum (naschrift onder een brief)                                                                              |
| PSA         | Prostaatspecifiek antigeen                                                                                            |
| pseud.      | pseudoniem |
| PSK         | Paleis voor Schone Kunsten (Brussel)                                                                                  |
| PSP         | Pacifistisch Socialistische Partij; PlayStation Portable                                                              |
| PST         | Progressief Stijgend Tarief (Personenbelasting (België))                                                              |
| p.st.       | per stuk |
| PSTN        | Public Switched Telephone Network                                                                                     |
| PSU         | Persoonlijke Standaard Uitrusting                                                                                     |
| PSV         | Philips Sport Vereniging                                                                                              |
| PTA         | Programma van Toetsing en Afsluiting (bij het Nederlandse schoolexamen)                                               |
| ptolu       | Pas toe of leg uit |
| PTSS        | Posttraumatische stressstoornis                                                                                       |
| P.T.T.      | Posterijen, Telegrafie, Telefonie                                                                                     |
| Pudoc       | Centrum voor Landbouwpublikaties en Landbouwdocumentatie (tot 1994 uitgeverij van de Landbouwuniversiteit Wageningen) |
| pvb         | persoonsvolgend budget                                                                                                |
| PVC         | permanent virtual channel; permanent virtual connection; permanent virtual circuit                                    |
| pvc         | polyvinylchloride |
| PvdA        | Partij van de Arbeid                                                                                                  |
| PVDA        | Partij van de Arbeid van België                                                                                       |
| PvdD        | Partij voor de Dieren                                                                                                 |
| PVK         | Pensioen- en Verzekeringskamer                                                                                        |
| PVV         | Partij voor de Vrijheid (Nederland); Partij voor Vrijheid en Vooruitgang (België)                                     |
| PW          | Palau, een land dat vrij geassocieerd is met de Verenigde Staten                                                      |
| PWA         | Prins Willem Alexander                                                                                                |
| PwC         | PricewaterhouseCoopers                                                                                                |

## Q
| Afkorting | Betekenis(sen)                                      |
| --------- | --------------------------------------------------- |
| QCD       | Quantum Chromo Dynamics                             |
| q.e.      | quod est, wat wil zeggen                            |
| q.e.d.    | quod erat demonstrandum, wat te bewijzen was        |
| QED       | Quantum Electro Dynamics                            |
| QI        | Queteletindex                                       |
| q.n.      | quem novisti                                        |
| QoS       | Quality of Service                                  |
| q.p.      | quantum placet                                      |
| QPR       | Queens Park Rangers FC                              |
| QPS       | Quality Positioning Services B.V.                   |
| q.q.      | qualitate qua; ambtshalve, uit hoofde van zijn ambt |
| QR        | Quick Response (QR-code)                            |
| q.s.      | quantum satis; quantum sufficit                     |
| q.t.      | quod testor                                         |
| QUB       | Queens University Belfast                           |
| q.v.      | quod vide                                           |

## R
| Afkorting     | Betekenis(sen) |
| ------------- | --- |
| ®             | Geregistreerd |
| R             | Reproductiegetal of besmettingsgetal; R0 = basaal reproductiegetal; R (ook wel Reff of Rt) = effectief reproductiegetal                                     |
| RA            | Reumatoïde artritis; Registeraccountant; Rijksarchief |
| r.a.          | rechtsaf |
| RAAS          | Renine-Angiotensine-Aldosteron-Systeem |
| RACV          | Rotary Air Control Valve |
| rad           | radiaal |
| RAD           | Rapid Application Development |
| RADIUS        | Remote Authentication Dial In User Service |
| RAF           | Rote Armee Fraktion; Royal Air Force |
| RAI           | Rijwiel en Automobiel Industrie |
| RAID          | Redundant Array of Independent Disks; Redundant Array of Inexpensive Disks                                                                                  |
| RAIS          | Ram Air Intake System |
| RAL           | Reed Activated Lubrication; ReichsAusschuss für Lieferbedingungen; Revolutionaire Arbeidersliga                                                             |
| RAM           | Random Access Memory |
| RARA          | Revolutionaire Anti-Racistische Actie |
| RARP          | Reverse Address Resolution Protocol |
| RATP          | Régie Autonome des Transports Parisiens |
| RAVE          | Rotax Adjustable Variable Exhaust |
| RAVeL         | Réseau Autonome de Voies Lentes |
| RAVON         | Reptielen Amfibieën Vissen Onderzoek Nederland |
| Rb.           | Rechtbank |
| RB            | Register Belastingadviseurs |
| RBZ           | Regionaal Bureau Zelfstandigen |
| RC            | Radio Control; registercontroller; rechter-commissaris; Racing Club (voetbal); Rainbow Crime (pocket-serie)                                                 |
| RCF           | Radios Chrétiennes en France |
| RCH           | Racing Club Heemstede |
| RCMP          | Royal Canadian Mounted Police |
| RCPS          | Regionaal Coördinatiecentrum Patiënten Spreiding |
| r.d.          | rechtdoor |
| R.D.          | reverendus dominus, eerwaarde heer |
| RDF           | Radio Direction Finder; Refuse Derived Fuel; Resource Description Framework                                                                                 |
| RDMZ          | Rijksdienst voor de Monumentenzorg |
| RDS           | Radio Data Systeem |
| RDW           | (Rijks)Dienst (voor het) Wegverkeer |
| RDX           | Cyclotrimethyleentrinitramine |
| REACH         | Registration, Evaluation and Authorisation of CHemicals |
| red.          | redactie; redacteur |
| ref.          | referenties; referent, verslaggever; (Engels:) referee, scheidsrechter                                                                                      |
| REF           | Renkontiĝo de Esperantistaj Familioj |
| REKAM         | Stichting Regionale Kabeltelevisie Midden-Holland |
| REM           | Rapid Eye Movement |
| Remia         | (de) Rooij's Electrische Melangeer Inrichting Amersfoort |
| RENFE         | Red Nacional de los Ferrocarriles Españoles |
| RER           | Réseau Express Régional |
| resp.         | respectievelijk, in volgorde; (Lat.) responde, men antwoorde                                                                                                |
| RET           | Rationeel-Emotieve Therapie; Resolution enhancement technology; Rotterdamse Electrische Tram                                                                |
| RFID          | Radio-frequency identification |
| RGB           | Rood-Groen-Blauw |
| Riagg         | Regionale Instelling voor Ambulante Geestelijke Gezondheidszorg                                                                                             |
| RID           | Regionale Inlichtingendienst; Reactor Instituut Delft; Rijksinstituut voor Drinkwatervoorziening                                                            |
| RI&E          | Risico-inventarisatie en -evaluatie |
| RIKZ          | Rijksinstituut voor Kust en Zee |
| RIN           | Rijksinstituut voor Natuurbeheer †; Rijks Identificerend Nummer                                                                                             |
| RIND          | Reversible Ischemic Neurological Deficit |
| RIOD          | Rijksinstituut voor Oorlogsdocumentatie (thans NIOD) |
| R.I.P.        | requiescat in pace |
| RIS           | Republik Indonesia Serikat |
| RIVM          | Rijksinstituut voor Volksgezondheid en Milieu |
| RIVON         | Rijksinstituut voor Veldbiologisch Onderzoek ten behoeve van het Natuurbehoud †                                                                             |
| RIZA          | Rijksinstituut voor Integraal Zoetwaterbeheer en Afvalwaterbehandeling †                                                                                    |
| RIZIV         | Rijksinstituut voor Ziekte- en Invaliditeitsverzekering |
| RKD           | Rijksbureau voor Kunsthistorische Documentatie †, thans RKD-Nederlands Instituut voor Kunstgeschiedenis                                                     |
| RKK           | Rooms-Katholieke Kerk, Rooms-Katholieke Kerkprovincie, Rotterdamse Kunstkring †                                                                             |
| Rkm           | Rijnkilometer |
| RKPN          | Rooms Katholieke Partij Nederland † |
| RKSP          | Roomsch-Katholieke Staatspartij † |
| RKWV          | Rooms-Katholiek Werkliedenverbond † |
| RLD           | Rijksluchtvaartdienst |
| RNA           | Ribonucleïnezuur (Engels: ribonucleic acid) |
| RNI           | Registratie Niet-Ingezetenen |
| RNP           | Rijksdienst voor het Nationale Plan † |
| ROAZ          | Regionaal Overleg Acute Zorgketen |
| ROC           | regionaal opleidingencentrum |
| ROG           | recht op geschriften (België) |
| ROM           | Read Only Memory |
| Ro-Ro         | Roll-on-roll-off |
| ROVA          | Regionaal Orgaan Verwijdering Afvalstoffen |
| RPD           | Rijks Planologische Dienst †; Rijks Psychologische Dienst †                                                                                                 |
| RPhO          | Rotterdams Philharmonisch Orkest |
| RSA           | RSA (cryptografie), Rivest, Shamic en Adleman (oprichters Ron Rivest, Adi Shamir en Len Adleman); Republic of South Africa                                  |
| RSG of r.s.g. | Rijksscholengemeenschap |
| RSI           | Repetitive strain injury |
| RSO           | Radio Symfonie Orkest |
| RSS           | Really Simple Syndication |
| RSV           | Respiratoir syncytieel virus (RS-virus); Rijn-Schelde-Verolme †; Rotterdamse Sportvereniging                                                                |
| RSVP          | RSVP, Répondez s'il vous plaît, Antwoord alstublieft |
| RTC           | Remedial Teaching Center |
| RTFM          | Read The Fucking Manual |
| RTM           | Rotterdamsche Tramweg Maatschappij; Rotterdam The Hague Airport (IATA-code)                                                                                 |
| RTOS          | Realtimebesturingssysteem (Engels: Real-time operating system); Reynell Taalontwikkelingsschaal                                                             |
| RTZ           | Stichting ReddingsTeam Zeedieren |
| RU            | Rijksuniversiteit; Radboud Universiteit (Nijmegen) |
| RUG           | Rijksuniversiteit Groningen; Rijksuniversiteit Gent |
| RUL           | Rijksuniversiteit Leiden (voormalige naam van de Universiteit Leiden)                                                                                       |
| RVA           | Rijksdienst voor Arbeidsvoorziening |
| RVD           | Rijksvoorlichtingsdienst |
| RvdJ          | Raad voor de Journalistiek (Nederland) |
| RVO           | Rijksdienst voor Ondernemend Nederland |
| RVOB          | Rijksvastgoed- en Ontwikkelingsbedrijf |
| RVU           | Radio Volksuniversiteit, later geheten RVU educatieve omroep                                                                                                |
| rvs           | Roestvast staal, veelom bekend als roestvrij staal |
| RVS           | Rotterdamse Verzekering Sociëteiten |
| RVV           | Raad van Verzet; Ruimtelijk voorstellingsvermogen; Rijksdienst voor de keuring van Vee en Vlees, opgegaan in Nederlandse Voedsel- en Warenautoriteit (NVWA) |
| RVV 1990      | Reglement verkeersregels en verkeerstekens |
| RWE           | Rheinisch-Westfälisches Elektrizitätswerk |
| RWS           | Recht op Waardig Sterven |
| RWS           | Rijkswaterstaat |
| RWT           | Rechtspersoon met wettelijke taak |
| RWV           | Rijksdienst voor het Wegverkeer |
| RWZI          | Rioolwaterzuiveringsinstallatie |

## S
| Afkorting  | Betekenis(sen) |
| ---------- | --- |
| s          | seconde |
| SAAB       | Svenska Aeroplan Aktie Bolaget |
| Sabam      | Société d’Auteurs Belge – Belgische Auteurs Maatschappij |
| S.A.B.C.A. | Société Anonyme Belge de Constructions Aéronautiques |
| Sabena     | Société Anonyme Belge d'Exploitation de la Navigation Aerienne |
| S.B.       | Stuurboord |
| SBB        | Staatsbosbeheer |
| SBO        | Studie- en Beroepsoriëntering; Speciaal Basis Onderwijs |
| SBP        | Small Business Project |
| SBU        | studiebelastingsuur |
| s.c.       | Latijn: sub conditione |
| sc.        | scilicet, namelijk |
| SciFi      | sciencefiction |
| s.c.j.     | sub conditione Jacobi |
| SCOR       | Supply chain operations reference – model |
| SCP        | Sociaal en Cultureel Planbureau |
| SD         | Standaarddeviatie; Sicherheitsdienst |
| SDAP       | Sociaal-Democratische Arbeiderspartij |
| SDH        | Synchrone Digitale Hiërarchie |
| SDI        | Single Document Interface, Suction Diesel Injection |
| SDP        | Sociaal-Democratische Partij |
| SE         | Software Engineering |
| SEH        | Spoedeisende hulp |
| sec        | seconde |
| Secr.      | secretaris |
| SEI        | Sociaal-economische initiatie |
| SER        | Sociaal-Economische Raad |
| SERV       | Sociaal-Economische Raad van Vlaanderen |
| SGP        | Staatkundig Gereformeerde Partij |
| SGR        | Stichting Garantiefonds Reisgelden |
| SH         | Slechthorend |
| SI         | Système international |
| SILA       | Stichting Interkerkelijke Ledenadministratie |
| SIMAVI     | Steun in Medische Aangelegenheden Voor Inheemsen |
| Simca      | Société Industrielle de Mécanique et de Carrosserie Automobile |
| sin        | sinus |
| SIOD       | Sociale Inlichtingen en Opsporingsdienst |
| SIRE       | Stichting Ideële Reclame |
| SIS        | Sociaal Informatiesysteem; Secret Intelligence Service |
| s.j.       | societas Jesu, Jezuïet |
| SKB        | Stichting Kritisch Bosbeheer |
| SKD        | Stichting Koninklijke Defensiemusea |
| SKEPP      | Studiekring voor de Kritische Evaluatie van Pseudowetenschap en het Paranormale                                                                                                  |
| s.l.       | sensu lato |
| SLA        | Service Level Agreement |
| SMA        | Sportmedisch Adviescentrum |
| SMAK       | Stedelijk Museum voor Actuele Kunst in Gent |
| SMART      | opvoedings- of management-principe; Specifiek Meetbaar Acceptabel Realistisch Tijdsgebonden                                                                                      |
| SMK        | Stichting Museumkaart |
| SMTP       | Simple Mail Transfer Protocol |
| SNA        | Stichting Normering Arbeid |
| SNF        | Stichting Normering Flexwonen |
| SNMP       | Simple Network Management Protocol |
| SO         | speciaal onderwijs; secundair onderwijs |
| soa        | seksueel overdraagbare aandoening |
| SOA        | Service Oriented Architecture |
| soc.       | sociaal |
| SODA       | Service Organisatie Directe Aansprakelijkstelling |
| SodM       | Staatstoezicht op de Mijnen |
| SOG        | studieontwijkend gedrag |
| SOHK       | Stichting Oude Hollandse Kerken |
| SOM        | Seine-Oise-Marne |
| SON        | Snijders-Oomen niet-verbale intelligentietest |
| SOS        | cocaïne; Save Our Souls; Save Our Ship |
| SOVON      | Sovon Vogelonderzoek Nederland, voorheen Samenwerkende Organisaties Vogelonderzoek Nederland; Stichting Openbaar Voortgezet Onderwijs Noord-Holland-Noord                        |
| SP         | Socialistische Partij |
| sp.        | Latijn: species (soort) |
| SP2        | Service Pack 2 |
| sp.a       | Socialistische Partij Anders (Vlaanderen) |
| Spar       | Eigenlijk: De Spar (Door eendrachtig samenwerken profiteren allen regelmatig) |
| SPD        | Sociaaldemocratische Partij van Duitsland |
| SPE        | Speciale Politie Eenheid |
| spec.      | Latijn: species (soort) |
| SPSB       | Surinaamse Postspaarbank |
| SPQR       | Senatus populusque Romanus (SPQR), ook S.P.Q.R. |
| SQL        | Structured Query Language |
| Sr.        | (Fr.) sieur, (de) heer; (Lat.) senior, de oudste; Wetboek van Strafrecht (Sr, zonder punt)                                                                                       |
| SRL        | Stichting Rijssens Leemspoor |
| SRON       | Stichting Ruimte Onderzoek Nederland (Space Research Organisation Netherlands), thans SRON Netherlands Institute for Space Research (Nederlands instituut voor ruimte-onderzoek) |
| SRV        | Samen Rationeel Verkopen |
| SS         | Schutzstaffel; Staatsspoorwegen |
| ss         | stoomschip |
| s.s.       | sensu stricto |
| SSRE       | Societas Studiosorum Reformatorum Eindhoviensis; tegenwoordig is SSRE enkel nog maar een naam en heeft de afkorting haar betekenis verloren.                                     |
| s.s.t.t.   | salvis titulis (behoudens de titels) |
| SSX        | Suriname Stock Exchange |
| s.t.       | salvo titulo (behoudens de titel) |
| St.        | Stichting; Sint |
| STAP       | Stichting Nederlands Instituut voor Alcoholbeleid STAP (voorheen Stichting Alcoholpreventie)                                                                                     |
| Ster       | Stichting Ether Reclame |
| STIBOKA    | Stichting voor Bodemkartering, in 1989 opgegaan in Staring Centrum, in 2000 opgegaan in Alterra, nadien opgegaan in Wageningen Environmental Research                            |
| Stimezo    | Stichting Medisch Verantwoorde Zwangerschapsonderbreking (1969-1998) |
| STP        | Shielded Twisted Pair |
| StuFi      | studiefinanciering |
| StuVo      | studentenvoorzieningen |
| SUV        | Sports utility vehicle |
| SVB        | Sociale Verzekeringsbank |
| SVC        | switched virtual channel; switched virtual connection |
| s.v.p.     | (Fr.) s'il vous plaît, als 't u belieft, alstublieft |
| SVR        | Stichting Vrije Recreatie |
| SVT        | schoolvorderingentest |
| SVTD       | Sociale Vertaal- en Tolkdienst |
| SVW        | Samenwerkingsverband Waterland |
| S.V.Z.     | Stand van zaken |
| SW         | Stroomweg |
| SWAB       | Stichting Werkgroep Antibioticabeleid |
| SWIFT      | Society for Worldwide Interbank Financial Telecommunication |
| SWP        | School Werk Plan |
| synd.      | syndicaat, syndicus |
| Sysop      | system operator |

## T
| Afkorting  | Betekenis(sen) |
| ---------- | --- |
| T          | tesla |
| TAB        | technisch applicatiebeheer |
| tab.       | tabel; tabulator |
| TAK        | Taal Aktie Komitee |
| TAN(-code) | Transactie Autorisatie Nummer |
| tan        | tangens |
| t.a.p.     | ter aangehaalde plaatse (ouderwets: op de geciteerde plaats in een bron, bijvoorbeeld boek. Is gelijk aan ibidem, op dezelfde aangehaalde plaats)                        |
| t.a.v.     | ter attentie van / ten aanzien van |
| TAW        | Tweede Algemene Waterpassing (België) |
| TB         | technisch beheer; terabyte |
| tb / tbc   | Tuberculose |
| TBB        | Te Beschermen Belang |
| TBL        | Titus Brandsma Lyceum |
| tbs        | terbeschikkingstelling |
| TBV        | taken, bevoegdheden en verantwoordelijkheden |
| t.b.v.     | ten behoeve van; ten bate van; ter beschikking van; ten bedrage van |
| TCI        | Team Criminele Inlichtingen |
| TCMG       | Tijdelijke Commissie Mijnbouwschade Groningen |
| TCP        | Transmission Control Protocol |
| TDF        | Tour de France |
| TDI        | Tabbed Document Interface |
| t.e.a.b.   | tegen elk aannemelijk bod, tegen elk aannemelijk bedrag |
| TEK        | (regeling) Tegemoetkoming energiekosten energie-intensief mkb |
| tel.       | telefoon |
| Teleac     | Teleac, Televisie Academie, opgegaan in NTR |
| telw.      | telwoord |
| TESO       | Koninklijke N.V. Texels Eigen Stoomboot Onderneming |
| TEU        | Twenty feet Equivalent Unit |
| TEW        | toegepaste economische wetenschappen |
| TFN        | Turkse Federatie Nederland |
| tft        | thin-film transistor |
| t.g.t.     | te gebruiken tot; te gelegener tijd |
| TGV        | Train à Grande Vitesse |
| t.g.v.     | ten gevolge van; ter gelegenheid van; ten gunste van |
| TH         | Technische hogeschool |
| th         | te huur |
| Thavo      | Tweetalig hoger algemeen voortgezet onderwijs |
| t.h.o.d.n. | tevens handelend onder de naam |
| t.h.t.     | ten minste houdbaar tot |
| t.h.v.     | ter hoogte van |
| TIA        | Transient Ischaemic Attack |
| TIB        | Toetsingscommissie Inzet Bevoegdheden |
| TiB        | tebibyte |
| T.I.R.     | Transports Internationaux Routiers |
| tk.        | te koop |
| t.k.g.     | ter kennisgeving |
| TKN        | Theoretische Kustnavigatie (diploma's in de watersport) |
| t.k.n.     | ter kennisneming |
| TKO        | technisch knock-out (bij vechtsporten) |
| tl         | tube luminescent (fluorescentielamp); theoretische leerweg |
| ™          | Trademark |
| t/m        | tot en met |
| TMG        | Telegraaf Media Groep |
| TNA        | Technicum Noord-Antwerpen; Total Nonstop Action Wrestling |
| TNO        | Toegepast Natuurwetenschappelijk Onderzoek |
| TNT        | Thomas Nationwide Transport; Trinitrotolueen; Postbedrijf TNT (Nederland)                                                                                                |
| t.n.v.     | ten name van |
| t/o        | tegenover (bijvoorbeeld in het adres van woonboten) |
| TOA        | Technisch onderwijsassistent |
| TOAH       | Tijdelijk onderwijs aan huis |
| TOG        | tegemoetkoming onderhoudskosten thuiswonende gehandicapte kinderen |
| TOGS       | Tegemoetkoming Ondernemers Getroffen Sectoren |
| TOLEDO     | Toetsen en leren doeltreffend ondersteunen (elektronische leeromgeving)                                                                                                  |
| t.o.v.     | ten opzichte van; ten overstaan van |
| TONK       | Tijdelijke Ondersteuning Noodzakelijke Kosten |
| Tozo       | Tijdelijke overbruggingsregeling zelfstandig ondernemers |
| TPG        | TNT Post Groep |
| TPV        | Totale Parenterale voeding. De voeding gaat niet door de mond en het maag-darmkanaal het lichaam in maar loopt door een dun slangetje (katheter) direct een bloedvat in. |
| TRIPs      | Agreement on Trade Related Aspects of Intellectual Property Rights |
| TROS       | Televisie en Radio Omroep Stichting |
| TSEG       | Tijdschrift voor Sociale en Economische Geschiedenis |
| TSHD       | Trailing Suction Hopper Dredger (sleephopperzuiger) |
| TSO        | Technisch secundair onderwijs |
| TT         | Tourist Trophy |
| TTIP       | Transatlantic Trade and Investment Partnership |
| tto        | tweetalig onderwijs |
| t.t.v.     | ten tijde van |
| t.t.v.v.   | tussentijdse verkoop voorbehouden |
| TTW        | Toegepaste en Technische Wetenschappen |
| t.t.z.     | 't is te zeggen (Belgisch informeel) |
| TU         | Technische universiteit |
| TU/e       | Technische Universiteit Eindhoven |
| TUK        | Theologische Universiteit Kampen (Broederweg) |
| TÜV        | TÜV, Technischer Überwachungs Verein |
| tv         | Televisie |
| t.v.       | te voren |
| tvb        | taken, verantwoordelijkheden en bevoegdheden |
| TVL        | Tegemoetkoming Vaste Lasten |
| Tvwo       | Tweetalig Voorbereidend wetenschappelijk onderwijs |
| t.w.       | te weten |
| t.w.v.     | ter waarde van |
| t.z.       | ter zake; ter zee (kapitein t.z.) |
| t.z.t.     | te zijner tijd |
| t.z.v.     | ter zake van |

## U
| Afkorting | Betekenis(sen)                                                                                      |
| --------- | --------------------------------------------------------------------------------------------------- |
| UA        | uitgesloten aansprakelijkheid (verzekering); Universiteit Antwerpen                                 |
| UAVG      | Uitvoeringswet Algemene verordening gegevensbescherming                                             |
| u.a.n.    | uit aller naam                                                                                      |
| UB        | Universiteitsbibliotheek                                                                            |
| UBO       | ultimate beneficial owner (uiteindelijk belanghebbende)                                             |
| UBR       | Unspecified Bit-Rate                                                                                |
| UDP       | User Datagram Protocol                                                                              |
| Ued.      | UEdele                                                                                              |
| ufo       | Unidentified Flying Object                                                                          |
| UG        | Universiteit Groningen                                                                              |
| UGent     | Universiteit Gent                                                                                   |
| UHT       | 1. ultra hoge temperatuur (UHT) (in: UHT-sterilisatie); 2. Uitvoeringsorganisatie Herstel Toeslagen |
| uitsl.    | uitsluitend                                                                                         |
| ULB       | Université Libre de Bruxelles                                                                       |
| ULg       | Université de Liège                                                                                 |
| ulo       | uitgebreid lager onderwijs                                                                          |
| UMA       | Upper Memory Area                                                                                   |
| UMB       | Upper Memory Blocks                                                                                 |
| UMTS      | Universal Mobile Telecommunications System                                                          |
| UNCTAD    | United Nations Conference on Trade and Development                                                  |
| UNDP      | Engels: United Nations Development Programme, VN-Ontwikkelingsprogramma                             |
| Unesco    | United Nations Educational, Scientific and Cultural Organization                                    |
| UNHCR     | Engels: United Nations High Commissioner for Refugees, Hoog Commissariaat voor de Vluchtelingen     |
| Unicef    | United Nations International Children's Emergency Fund (tot 1953), United Nations Children's Fund   |
| UNITA     | União Nacional para a Independência de Angola                                                       |
| UNIZO     | Unie van Zelfstandige Ondernemers                                                                   |
| UNO       | United Nations Organization                                                                         |
| UPS       | Uninterruptible Power Supply                                                                        |
| URL       | Uniform Resource Locator                                                                            |
| U.S.A.    | United States of America                                                                            |
| USB       | Universal Serial Bus                                                                                |
| USD       | United States dollar                                                                                |
| U.S.S.R.  | Unie van Socialistische Sovjet Republieken                                                          |
| UT        | provincie Utrecht, Universiteit Twente                                                              |
| UTANT     | Utrechtse Taalniveau Test                                                                           |
| UTP       | Unshielded Twisted Pair                                                                             |
| UU        | Universiteit Utrecht                                                                                |
| uv        | ultraviolet                                                                                         |
| UvA       | Universiteit van Amsterdam                                                                          |
| u.v.d.    | uiterste verkoopdatum                                                                               |
| UvT       | Universiteit van Tilburg                                                                            |
| UVV       | Unie van Vrijwilligers (tot 1977: Unie van Vrouwelijke Vrijwilligers)                               |
| UWV       | Uitvoeringsinstituut Werknemersverzekeringen                                                        |
| UZI       | Unieke Zorgverlener Identificatienummer                                                             |

## V
| Afkorting          | Betekenis(sen) |
| ------------------ | --- |
| v.                 | vrouwelijk; vena |
| V                  | volt |
| V&D                | Vroom & Dreesmann |
| v.a.               | vanaf |
| VAB                | Vlaamse automobilistenbond                                                                                                   |
| VAC                | Vrouwenadviescommissie (voor de woningbouw en woonomgeving), sinds 2004 VACpunt Wonen                                        |
| VAD                | Veluwse Autodienst, nadien: NV Verenigde Autobus Diensten VAD; Vereniging voor Alcohol- en andere Drugproblemen (Vlaanderen) |
| VAE                | Verenigde Arabische Emiraten                                                                                                 |
| VAF                | Vlaams Audiovisueel Fonds |
| VAG                | Volkswagenwerk AG (Volkswagenwerk Aktiengesellschaft, 1950), thans VW AG: Volkswagen AG                                      |
| VAL                | Vlaamse Atletiekliga |
| VAM                | Vuil Afvoer Maatschappij (VAM), thans onderdeel van Attero                                                                   |
| VAN                | Vereniging Agrarisch Natuurbeheer; Vereniging van Archivarissen in Nederland, thans KVAN                                     |
| VAO                | Voortgezette Academische Opleiding; Verslag Algemeen Overleg                                                                 |
| Vaph               | Vlaams Agentschap voor Personen met een Handicap                                                                             |
| VAR                | Verklaring arbeidsrelatie |
| VARA               | Vereniging van Arbeiders Radio Amateurs                                                                                      |
| VAS                | Vereenigd Amsterdamsch Schaakgenootschap                                                                                     |
| vavo               | voortgezet algemeen volwassenenonderwijs                                                                                     |
| VAZ                | Vereniging Academische Ziekenhuizen                                                                                          |
| Vawo               | Vakbond voor de wetenschap                                                                                                   |
| VBA                | Visual Basic for Applications; Vereniging van Beroepskeuze Adviseurs                                                         |
| VBK                | Veen Bosch & Keuning (VBK)                                                                                                   |
| vbo                | voorbereidend beroepsonderwijs, opgegaan in vmbo                                                                             |
| VBO                | Verbond van Belgische Ondernemingen                                                                                          |
| VBOK               | Vereniging tot bescherming van het ongeboren kind                                                                            |
| VBR                | Vlaams-Brabant, Variable Bit-Rate                                                                                            |
| VBSG               | Vereniging van Belgische Steden en Gemeenten                                                                                 |
| VC                 | virtual channel; virtual connection                                                                                          |
| vC, v.C. of v.Chr. | voor Christus |
| VCP                | Vlaamse Christen Partij |
| vCJD               | variant Creutzfeldt-Jakob Disease                                                                                            |
| VCOV               | Vlaamse Confederatie van Ouders en OnderwijsVerenigingen                                                                     |
| VDAB               | Vlaamse Dienst voor Arbeidsbemiddeling en Beroepsopleiding                                                                   |
| VDQS               | Vins Délimités de Qualité Supérieure (wijnclassificatie)                                                                     |
| VEG                | Vrije Evangelische Gemeenten                                                                                                 |
| VéGé               | Verkoop Gemeenschap |
| ver.               | vereniging |
| Verdinaso          | Verbond van Dietsche Nationaal Solidaristen (Vlaanderen) (1931-1941)                                                         |
| Veron              | Vereniging voor Experimenteel Radio Onderzoek Nederland                                                                      |
| VEV                | Vlaams Economisch Verbond |
| VGB                | Verklaring van geen bezwaar                                                                                                  |
| vgl.               | vergelijk(ing) |
| vglo               | voortgezet lager onderwijs                                                                                                   |
| VGC                | Vlaamse Gemeenschapscommissie                                                                                                |
| v.g.g.v.           | van goede getuigschriften voorzien                                                                                           |
| VGST               | Vereniging van Gereformeerde Studenten in Twente                                                                             |
| v.h.               | voorheen |
| VHE                | Verhuureenheid |
| VHDSL              | Very High-speed Digital Subscriber Line                                                                                      |
| VHL                | Van Hall Larenstein |
| vhmo               | Voorbereidend Hoger en Middelbaar Onderwijs                                                                                  |
| VI                 | Veteraneninstituut |
| VID                | VerkeersInformatieDienst |
| VIG                | Vlaams Instituut voor Gezondheidspromotie                                                                                    |
| VIK                | Veiligheid, Integriteit en Klachten (een "Unit" van de Nederlandse Nationale Politie)                                        |
| VIM                | Vlaams Instituut voor Mobiliteit                                                                                             |
| Vinex              | Vierde Nota Ruimtelijke Ordening Extra                                                                                       |
| vip                | very important person |
| VITO               | Vlaams Instituut voor Technologisch Onderzoek                                                                                |
| Vivo               | Vrijwillige Inkoop- en Verkoop Organisatie                                                                                   |
| VIVO               | Video In Video Out |
| VIZO               | Vlaams Instituut voor het Zelfstandig Ondernemen (opleidingsinstituten: Syntra)                                              |
| VK                 | Verenigd Koninkrijk; Vertrouwenscentrum kindermishandeling                                                                   |
| VL                 | Verstandelijke leeftijd |
| Vlafo              | Vlaams Fonds voor Sociale Integratie van Personen met een Handicap                                                           |
| Vlamo              | Vlaamse Amateurmuziekorganisatie                                                                                             |
| VlaS               | Vlaamse traditionele Sporten vzw.                                                                                            |
| VLAS               | Vereniging van Vlaamse Stomaverpleegkundigen                                                                                 |
| VLD                | Vlaamse Liberalen en Democraten                                                                                              |
| vlg.               | volgens; volgende |
| VLHORA             | Vlaamse Hogescholenraad |
| VLIR               | Vlaamse Interuniversitaire Raad                                                                                              |
| Vlizo              | vliering-zoldertrap |
| v.l.n.r.           | van links naar rechts |
| VLOR               | Vlaamse Onderwijsraad |
| VLOTT              | Vlaams Liberaal Onafhankelijk Tolerant Transparant                                                                           |
| VLUHR              | Vlaamse Universiteiten en Hogescholen Raad (koepel van VLIR en VLHORA)                                                       |
| vmbo               | Voorbereidend middelbaar beroepsonderwijs                                                                                    |
| VMM                | Vlaamse Milieumaatschappij                                                                                                   |
| VN                 | Verenigde Naties |
| VNG                | Vereniging van Nederlandse Gemeenten                                                                                         |
| vnl.               | voornamelijk |
| VNO-NCW            | Verbond van Nederlandse Ondernemingen – Nederlands Christelijk Werkgeversverbond                                             |
| vnw.               | voornaamwoord |
| VOA                | Verkeersongevallenanalyse |
| VOC                | Vereenigde Oostindische Compagnie                                                                                            |
| VOET               | Vakoverschrijdende eindtermen                                                                                                |
| vof                | vennootschap onder firma |
| VOG                | Verklaring omtrent het gedrag                                                                                                |
| Vogido             | Voor ons genoegen is dit opgericht                                                                                           |
| VOK                | Vereniging OpenluchtKlassen                                                                                                  |
| Vopak              | Van Ommeren Pakhoed (Pakhoed = Pakhuismeesteren en Blauwhoed)                                                                |
| VON / v.o.n.       | Vrij op naam |
| voorz.             | voorzitter |
| VOTS               | Voorlopige Onder Toezicht Stelling (jeugdrecht)                                                                              |
| VPB                | Vennootschapsbelasting |
| VPN                | Virtueel Particulier Netwerk                                                                                                 |
| VPRO               | Vrijzinnig Protestantse Radio Omroep                                                                                         |
| vpt                | Volledig pakket thuis |
| VRI                | verkeersregelinstallatie |
| VROM               | Ministerie van Volkshuisvesting, Ruimtelijke Ordening en Milieubeheer                                                        |
| VRT                | Vlaamse Radio- en Televisieomroep                                                                                            |
| VRZA               | Vereniging van Radiozendamateurs                                                                                             |
| VS                 | Verenigde Staten |
| vs.                | versus |
| VSCD               | Vereniging van Schouwburg- en Concertgebouwdirecties                                                                         |
| VSE                | Victim Support Europe (zie slachtofferhulp)                                                                                  |
| VSK                | Vlaamse Scholierenkoepel |
| VSKO               | Vlaams Secretariaat van het Katholiek Onderwijs                                                                              |
| VSenV              | Vereniging van Schrijvers en Vertalers                                                                                       |
| VSNU               | Vereniging van Universiteiten                                                                                                |
| vso                | Vernieuwd secundair onderwijs (Vlaanderen); voortgezet speciaal onderwijs (Nederland)                                        |
| VSOP               | Very Superior Old Pale |
| VSPN               | Vereniging voor Sportpsychologie in Nederland                                                                                |
| VTA                | Visual Tree Assessment |
| VTB                | Vlaamse toeristenbond (meestal in de combinatie VTB-VAB); Verbreding Techniek Basisonderwijs                                 |
| VTEC               | Variable Valve Timing and Lift Electronic Control                                                                            |
| VTH                | Vergunningverlening, toezicht en handhaving                                                                                  |
| VTI                | Vlaams Theater Instituut; Vrij Technisch Instituut (zie vakschool)                                                           |
| VTS                | Vessel Traffic Service; Vlaamse Trainersschool (van het Bloso)                                                               |
| v.t.t.             | voltooid tegenwoordige tijd                                                                                                  |
| VU                 | Vrije Universiteit Amsterdam; Volksunie                                                                                      |
| VUB                | Vrije Universiteit Brussel                                                                                                   |
| VUT                | Vervroegde uittreding |
| v.v.               | vice versa (en terug) |
| VVAO               | Vereniging van vrouwen met hogere opleiding VVAO                                                                             |
| Vvcg               | Vereniging Vlaamse Cultuur- en gemeenschapscentra                                                                            |
| VVD                | Volkspartij voor Vrijheid en Democratie                                                                                      |
| VVE                | Voor- en vroegschoolse educatie; Vereniging van Eigenaars                                                                    |
| VVKBaO             | Vlaams Verbond van het Katholiek Basisonderwijs                                                                              |
| VVKBuO             | Vlaams Verbond van het Katholiek Buitengewoon Onderwijs                                                                      |
| VVKHO              | Vlaams Verbond van het Katholiek Hoger Onderwijs                                                                             |
| VVKSO              | Vlaams Verbond van het Katholiek Secundair Onderwijs                                                                         |
| VvL                | Vereniging van Letterkundigen (tegenwoordig: VSenV)                                                                          |
| VVL                | Vereniging van Vlaamse Leerkrachten; Vlaamse Vereniging voor Logopedisten                                                    |
| VVN                | Veilig Verkeer Nederland |
| V&VN               | Verpleegkundigen & Verzorgenden Nederland                                                                                    |
| vvo                | verhuurbare vloeroppervlakte (makelaarsjargon)                                                                               |
| VvOCM              | Vereniging van Oefentherapeuten Cesar en Mensendieck                                                                         |
| VVSG               | Vereniging van Vlaamse steden en gemeenten                                                                                   |
| v.v.t.             | voltooid verleden tijd |
| VVT                | Verbond der Vlaamse Tandartsen                                                                                               |
| V.V.V.             | Vereniging voor Vreemdelingenverkeer                                                                                         |
| V&W                | Ministerie van Verkeer en Waterstaat                                                                                         |
| VW                 | Volkswagen |
| VWA                | Nederlandse Voedsel- en Warenautoriteit                                                                                      |
| v.w.b.             | voor wat betreft |
| vwo                | voorbereidend wetenschappelijk onderwijs; Vlaamse Wiskunde Olympiade; volwassenenonderwijs                                   |
| VWS                | Ministerie van Volksgezondheid, Welzijn en Sport                                                                             |
| Vz.                | voorzitter |
| vzw                | vereniging zonder winstoogmerk                                                                                               |

## W
| Afkorting  | Betekenis(sen) |
| ---------- | --- |
| W          | west watt |
| W.A. of WA | Wettelijke aansprakelijkheid Willem-Alexander                                                                                 |
| Wabo       | Wet algemene bepalingen omgevingsrecht                                                                                        |
| WABP       | Whatsapp Buurtpreventie |
| WACC       | Weighted average cost of capital                                                                                              |
| WAD        | Waterschapsarchieven-database                                                                                                 |
| WADA       | World Anti-Doping Agency; Wereldantidopingagentschap                                                                          |
| WAIS       | Wechsler Adult Intelligence Scale                                                                                             |
| Wajong     | Wet werk en arbeidsondersteuning jonggehandicapten                                                                            |
| Walvis     | Wet administratieve lastenverlichting en vereenvoudiging in socialeverzekeringswetten                                         |
| WAN        | Wide Area Network |
| WAO        | Wet op de arbeidsongeschiktheidsverzekering                                                                                   |
| WAZ        | Wet arbeidsongeschiktheidsverzekering zelfstandigen                                                                           |
| Wb         | weber |
| WB         | Warner Bros. Entertainment Inc.                                                                                               |
| Wbbbg      | Wet buitengewone bevoegdheden burgerlijk gezag                                                                                |
| WBDBO      | Weerstand tegen branddoorslag en brandoverslag                                                                                |
| WBF        | Waarborgfonds Motorverkeer |
| WBR        | Waals-Brabant |
| wc         | watercloset |
| WEB        | Wet educatie en beroepsonderwijs                                                                                              |
| Wed.       | Weduwe |
| WENK       | (Hogeschool voor) Wetenschap en Kunst (1995-2001)                                                                             |
| WEU        | West-Europese Unie |
| WF         | Wijnand Fokkink |
| Wft        | Wet op het financieel toezicht                                                                                                |
| w.g.       | was getekend |
| WGS        | Wet Gratis Schoolboeken |
| WHO        | Wereldgezondheidsorganisatie                                                                                                  |
| WHW        | Wet op het hoger onderwijs en wetenschappelijk onderzoek                                                                      |
| w.i.       | werktuigkundig ingenieur |
| WIA        | Wet Werk en Inkomen naar Arbeidsvermogen                                                                                      |
| Wibra      | Wibra, Wierdsma & Braam |
| WIGW       | Weduwen, Invaliden, Gepensioneerden en Wezen                                                                                  |
| WILO       | Waarschuwingsinstallatie Landelijke Overweg                                                                                   |
| WION       | Wet informatie-uitwisseling ondergrondse netten                                                                               |
| WIPO       | Wereldorganisatie voor de Intellectuele Eigendom                                                                              |
| WIS        | Werkzoekende Informatie Systeem van de VDAB                                                                                   |
| WISC       | Wechsler Intelligence Scale for Children                                                                                      |
| Wiv        | Wet op de inlichtingen- en veiligheidsdiensten 2002 (Wiv 2002) Wet op de inlichtingen- en veiligheidsdiensten 2017 (Wiv 2017) |
| WIV        | Wetenschappelijk Instituut Volksgezondheid † (België)                                                                         |
| wk         | week |
| WK         | Wereldkampioen; Wereldkampioenschap; Wereldkampioenschappen                                                                   |
| WKA        | Wet Ketenaansprakelijkheid |
| WKC        | Waterkrachtcentrale |
| W.L.       | Westerlengte |
| WLAN       | Wireless Local Area Network                                                                                                   |
| Wlz        | Wet langdurige zorg |
| WMCN       | Watermanagementcentrum Nederland                                                                                              |
| Wmo        | Wet maatschappelijke ondersteuning                                                                                            |
| WMO        | Wet medisch-wetenschappelijk onderzoek met mensen Wereld Meteorologische Organisatie                                          |
| wnd.       | waarnemend |
| WNT        | Woordenboek der Nederlandsche Taal                                                                                            |
| wnw / WNW  | westnoordwest |
| wo.        | waaronder |
| w.o.       | wetenschappelijk onderwijs wetenschappelijk onderzoek                                                                         |
| WO II      | Tweede Wereldoorlog |
| WODC       | Wetenschappelijk Onderzoek- en Documentatiecentrum                                                                            |
| Wp         | Wattpiek |
| WPBL       | Werkgeversvereniging Passagiers- en Bagageafhandeling Luchtvaart                                                              |
| Wpg        | Wet politiegegevens |
| WPPSI      | Wechsler Preschool and Primary Scale of Intelligence                                                                          |
| WPW        | Westpoort Warmte |
| WR         | Wereldrecord |
| WRD        | Weerstand tegen rookdoorgang                                                                                                  |
| Wro        | Wet ruimtelijke ordening (2008)                                                                                               |
| WRO        | Wet op de Ruimtelijke Ordening (1965)                                                                                         |
| Wsnp       | Wet schuldsanering natuurlijke personen                                                                                       |
| WSW        | Wet sociale werkvoorziening                                                                                                   |
| WTA        | Women's Tennis Association |
| w.t.b.w.   | wat te bewijzen was, quod erat demonstrandum                                                                                  |
| WTF        | Werktijdfactor What The Fuck                                                                                                  |
| WTKG       | Werkgroep voor Tertiaire en Kwartaire Geologie                                                                                |
| WTO        | World Trade Organization |
| Wtza       | Wet toetreding zorgaanbieders (2022)                                                                                          |
| WUR        | Wageningen University & Research                                                                                              |
| w.v., w/v  | weduwe van/weduwnaar van |
| WVC        | Ministerie van Welzijn, Volksgezondheid en Cultuur (tot 1994)                                                                 |
| WVG        | Wet voorzieningen gehandicapten                                                                                               |
| Wvggz      | Wet verplichte geestelijke gezondheidszorg (2020)                                                                             |
| WVL        | West-Vlaanderen |
| WvS        | Wetboek van Strafrecht (ook: W.v.Str.)                                                                                        |
| w.v.t.t.k. | wat verder ter tafel komt |
| WVW        | Wegenverkeerswet 1994 |
| ww.        | werkwoord |
| WW         | Wegenwacht Weight Watchers Werkloosheidswet                                                                                   |
| WWB        | Wet werk en bijstand |
| WWE        | World Wrestling Entertainment                                                                                                 |
| WWF        | World Wide Fund for Nature (Wereld Natuur Fonds) World Wrestling Federation (voormalige naam van de WWE)                      |
| Wwft       | Wet ter voorkoming van witwassen en financieren van terrorisme                                                                |
| www        | world-wide web |
| wysiwyg    | What you see is what you get                                                                                                  |
| Wzd        | Wet zorg en dwang |
| wzw        | westzuidwest |

## X
| Afkorting | Betekenis(sen)                       |
| --------- | ------------------------------------ |
| XHTML     | Extensible HyperText Markup Language |
| XL        | Extra Large                          |
| XML       | Extensible Markup Language           |
| X.P.      | Exprès Payé (ijlbode betaald)        |
| XPS       | X-Ray Photoemission Spectroscopy     |
| XS        | Extra Small                          |
| xtc       | Extacy                               |
| XXL       | Extra Extra Large                    |
| XXS       | Extra Extra Small                    |

## Y
| Afkorting | Betekenis(sen)                      |
| --------- | ----------------------------------- |
| YB        | Yottabyte                           |
| yd        | Yard                                |
| Y.M.C.A.  | Young Men's Christian Association   |
| YTM       | Yield to maturity                   |
| Y.W.C.A.  | Young Women's Christian Association |

## Z
| Afkorting  | Betekenis(sen)                                                                                                   |
| ---------- | --- |
| z.         | Zuid |
| z.a.       | zie aldaar |
| zat.       | zaterdag |
| ZB         | Zettabyte |
| Z.B.       | Zuiderbreedte |
| z.b.b.h.h. | zijne bezigheden buitenshuis hebbende                                                                            |
| zbc        | zelfstandig behandelcentrum                                                                                      |
| zbo        | zelfstandig bestuursorgaan                                                                                       |
| Z.D.       | Zijne Doorluchtigheid; zonder datum (bij gebruik APA-regels)                                                     |
| Z.D.H.     | Zijne Doorluchtige Hoogheid                                                                                      |
| Z.E.       | Zijne Edelheid; Zeer Eerwaarde                                                                                   |
| Z.Em.      | Zijne Eminentie                                                                                                  |
| ZFW        | Ziekenfondswet                                                                                                   |
| zg.        | zogenaamd |
| z.g.       | zaliger gedachtenis                                                                                              |
| z.g.a.n.   | zo goed als nieuw                                                                                                |
| zgn.       | zogenaamd |
| ZH         | Zuid-Holland |
| Z.H.       | Zijne Heiligheid; Zijne Hoogheid                                                                                 |
| z.h.s.     | zonder hoofdelijke stemming                                                                                      |
| z.i.       | zijns inziens |
| ZIS        | Ziekenhuisinformatiesysteem                                                                                      |
| z.j.       | zonder jaartal                                                                                                   |
| Z.K.H.     | Zijne Koninklijke Hoogheid ; Zijne Keizerlijke Hoogheid                                                          |
| Z.K.M.     | Zijne Koninklijke Majesteit; Zijne Keizerlijke Majesteit                                                         |
| ZM         | zittende magistratuur                                                                                            |
| ZL         | Zeeland |
| ZLM        | Zeeuwse Landbouw Maatschappij                                                                                    |
| ZLTO       | Zuidelijke Land- en Tuinbouworganisatie                                                                          |
| Zm         | Zettameter |
| Z.M.       | Zijne Majesteit                                                                                                  |
| ZMC        | Zaans Medisch Centrum                                                                                            |
| Z.M.L.K.   | Zeer Moeilijk Lerende Kinderen                                                                                   |
| Z.M.O.K.   | Zeer Moeilijk Opvoedbare Kinderen                                                                                |
| zn.        | zoon, zonen |
| znw.       | zelfstandig naamwoord                                                                                            |
| z.o.       | zuidoost |
| ZOA        | zeer open asfalt                                                                                                 |
| ZOAB       | zeer open asfaltbeton                                                                                            |
| Zobest     | Zelfonderzoek belangstelling en studierichtingen (een belangstellingsvragenlijst i.v.m. studie- en beroepskeuze) |
| z.o.z.     | zie ommezijde |
| Zr.        | zuster |
| Zr.Ms.     | Zijner Majesteits (wordt gevolgd door de betreffende scheepsnaam)                                                |
| z.s.m.     | zo spoedig mogelijk                                                                                              |
| z.v.       | zoon van |
| z.v.k.     | zonder verdere kosten                                                                                            |
| z.v.t.     | zonder volledige titel                                                                                           |
| z.v.v.a.   | zonder verlies van algemeenheid                                                                                  |
| ZW         | Ziektewet |
| z.w.       | zuidwest |
| zzo        | zuidzuidoost |
| zzp        | zelfstandige zonder personeel; Zorgzwaartepakket                                                                 |
| zzw        | zuidzuidwest |